# Hamburg
Hamburg (németül: Freie und Hansestadt Hamburg (Hamburg szabad és Hanza-város), alnémet nyelven Hamborg) Németország második legnagyobb városa, a szövetségi köztársaság egyik önálló városállama, a hamburgi városrégió központi települése, a Hamburgi főegyházmegye érseki székvárosa. Hamburg az Európai Unió legnagyobb olyan városa, amely nem egy tagállam fővárosa. A városnak mintegy 1,8 millió lakosa van, további 750 000 lakos él az agglomerációban. Rotterdam és Antwerpen után Európa harmadik legnagyobb forgalmú kikötővárosa, ezért Németországban a Világ Kapuja néven is ismerik.

## Földrajza
A város mai határai a Nagy-Hamburgot létrehozó törvény hatályba lépésekor, 1937. április 1-jén alakultak ki. A mai Hamburg területét és népességét tekintve is Németország második legnagyobb városa a főváros, Berlin után.

### Fekvése

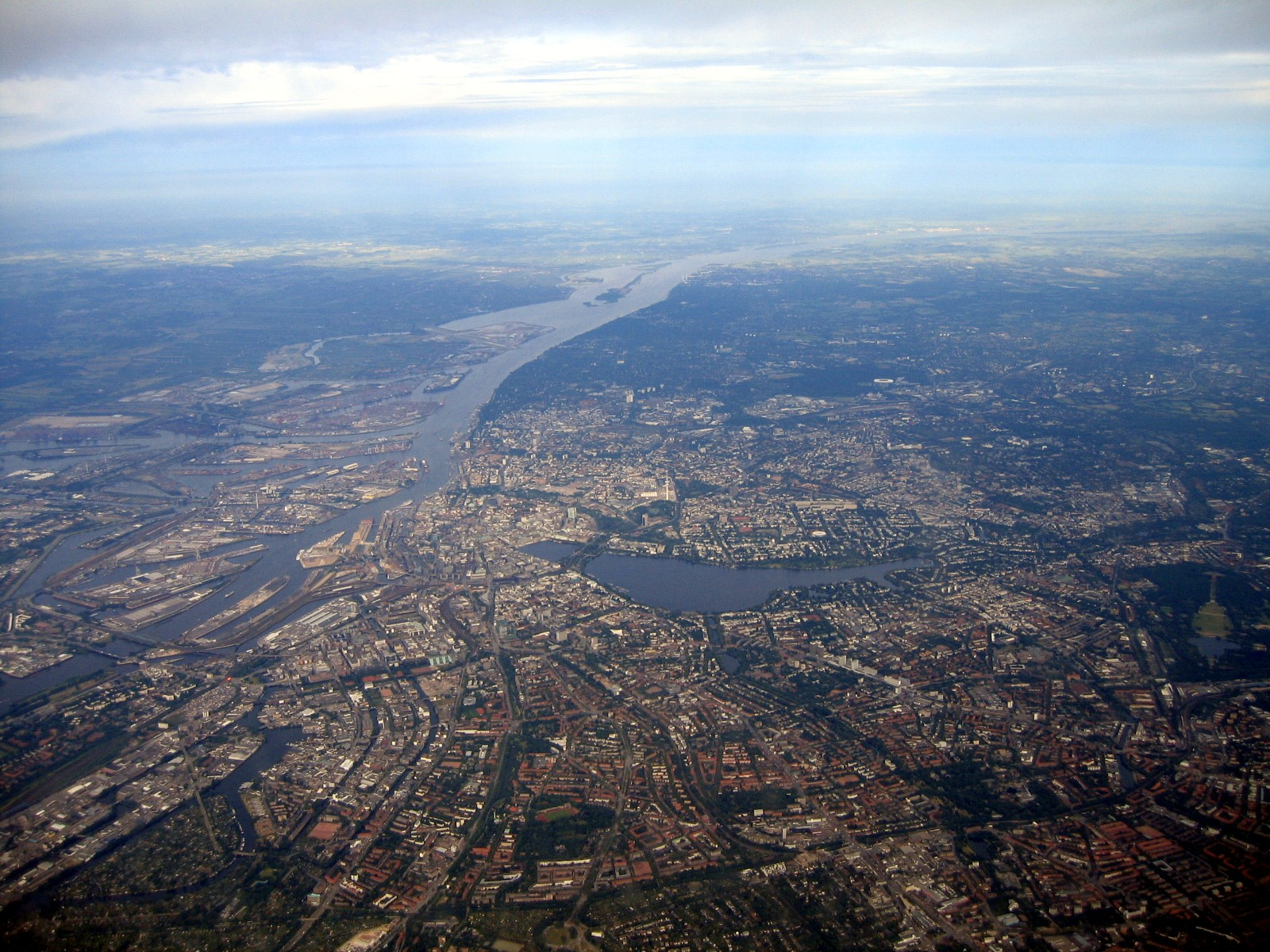
Hamburg légi fotója

Hamburg Németország északi részén, az Elba folyam hatalmas tölcsértorkolatának kezdetén, a nyílt tengertől 110 kilométernyire délkeletre fekszik. A település óvárosi magja az Alster, a Bille és az Elba találkozásánál épült fel. Az Elba a város előtt két ágra (Norderelbe és Köhlbrand) bomlik. Az általuk közrefogott Wilhelmsburg-szigeten épült fel a hamburgi kikötő. A szigetet hidak és a folyóágak alatti alagutak kapcsolják a városhoz. A folyamtól északra és délre elterülő térszínek a geesthez tartoznak, így védettek a folyamon rendszeresen jelentkező vihardagályoktól. A folyam közvetlen közelében fekvő területek a marschok, amelyeket gátakkal és zsilipekkel próbálnak a vihardagályoktól és árvizektől megvédeni.

### Folyók, tavak, szigetek

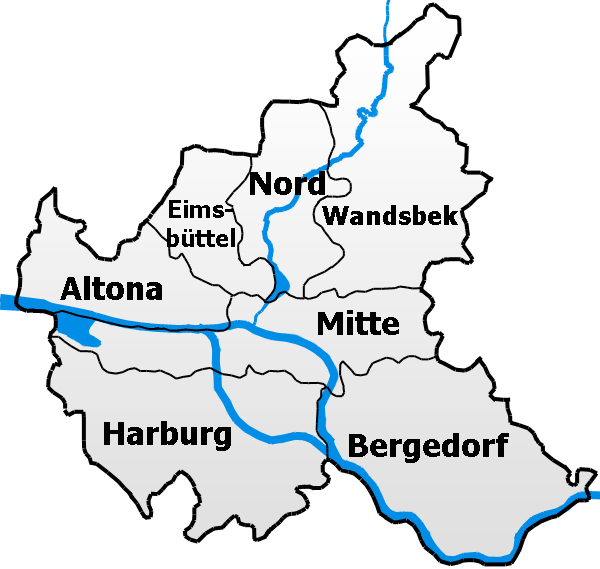
Jelentősebb folyók Hamburgban

Hamburg legnagyobb folyója az Elba. A Csehországban eredő folyam a városba már majdnem egy kilométer szélesen érkezik. Az Elba a Hanza-város déli határában kettő nagy (Északi- és Déli-Elba) és több kisebb ágra szakad szét. A kikötővidék folyamatos terjeszkedése már megszüntette a folyóágak természetes állapotát, a partokon szárazdokkok, rakpartok és gyárak épültek. A folyamot gátakkal szabályozták, és a kikötőtől a tenger felé tartó szakaszon folyamatosan kotorják, hogy a konténerszállító hajók számára szükséges 16 méteres mélységet fenntartsák. Jelenleg tervezik a folyó vízmélységének 17,4 méterre növelését. Az Elbán át érkező északi-tengeri árapály jelensége is érzékelhető a városban. A dagály- és apályszintek közötti különbség 3,64 méter.
Az Elba egyik apró északi mellékfolyója az Alster. A folyócskát torkolata előtt kevéssel két mesterséges tóvá duzzasztották. A nagyobbik a Külső-Alster (Aussenalster), míg a városközpontban fekvő a Belső-Alster (Binnenalster) nevet kapta. Az Alster belvárost átszelő ágait csatornákká építették ki. Hamburgot számtalan kanális, apró csatorna, és vizesárok szeli át, melynek következtében a Hanza-város a világ hidakban talán leggazdagabb települése. Közel 2500 híd van a városban, amivel megelőzi Amszterdamot (1200 híd) és Velencét (400 híd) is.

### Éghajlata

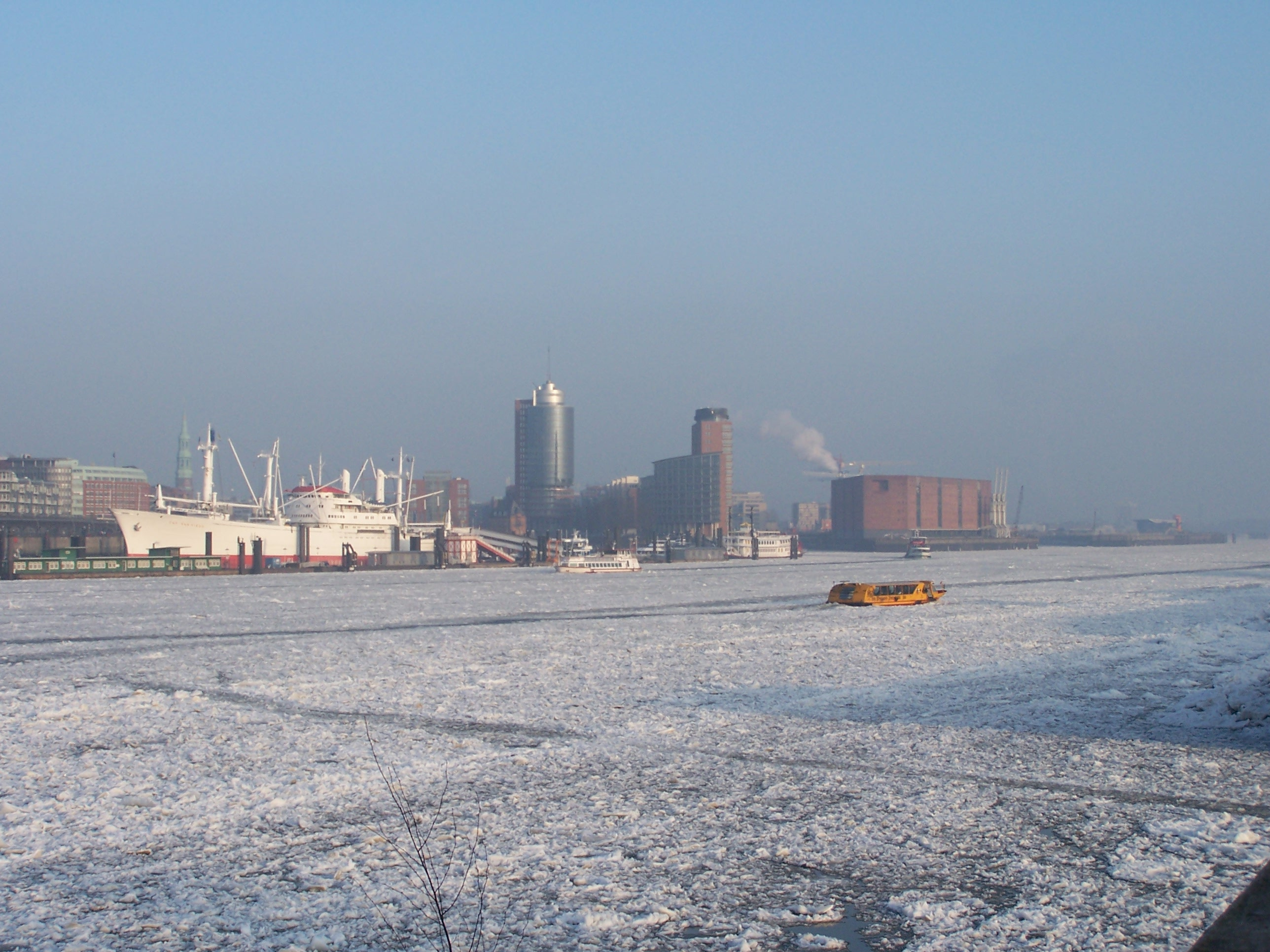
Beálló jég az Elbán, 2006. február

Hamburg mérsékelt égövi óceáni éghajlatú város, ezért egész évben gyakori a csapadék és kicsi a hőingás. A nyár viszonylag hűvös. A legmelegebb hónap a július, amikor 17,3 °C az átlaghőmérséklet. 2006. július 6-a volt a város történetének eddigi legmelegebb napja, akkor 38,5 °C-os hőséget regisztráltak. A hűvös nyarakat enyhe telek követik, januárban is 1,3 °C az átlagos hőmérséklet. A bár gyakori, de nem sok csapadék egyenletesen oszlik el az év hónapjai között; sokéves átlaga 774 milliméter. A december a legesősebb, a február a legszárazabb hónap.
A nap májusban süt a legtöbbet (átlag 220 órát), a legkevesebbet pedig decemberben, amikor csak átlag 30–35 órára bújik elő. A hamburgiak évente átlagosan 1600 órán át élvezhetik a napsütést.
Hamburgban télen és ősszel igen gyakori a köd. A téli félévben rendszeresen csapnak le az Északi-tengerről érkező orkánok, amelyek az Elba vizét visszaduzzasztva árvízzel fenyegetik a környéket.
| Hónap                         | Jan. | Feb. | Már. | Ápr. | Máj. | Jún. | Júl. | Aug. | Szep. | Okt. | Nov. | Dec. | Év   |
| ----------------------------- | ---- | ---- | ---- | ---- | ---- | ---- | ---- | ---- | ----- | ---- | ---- | ---- | ---- |
| Átlagos max. hőmérséklet (°C) | 3,5  | 4,4  | 8,0  | 12,3 | 17,5 | 20,0 | 22,0 | 22,2 | 18,0  | 13,0 | 7,5  | 4,6  | 12,8 |
| Átlagos min. hőmérséklet (°C) | −1,4 | −1,2 | 1,0  | 3,3  | 7,4  | 10,5 | 12,7 | 12,5 | 9,6   | 6,0  | 2,4  | 0,0  | 5,3  |
| Átl. csapadékmennyiség (mm)   | 64   | 42   | 63   | 46   | 54   | 77   | 75   | 73   | 68    | 64   | 70   | 78   | 774  |
| Havi napsütéses órák száma    | 47   | 69   | 109  | 172  | 223  | 200  | 217  | 203  | 145   | 108  | 53   | 37   | 1583 |
| Forrás: DWD, WMO              |      |      |      |      |      |      |      |      |       |      |      |      |      |

## Története

### Középkor

#### Függetlenség és felvirágzás

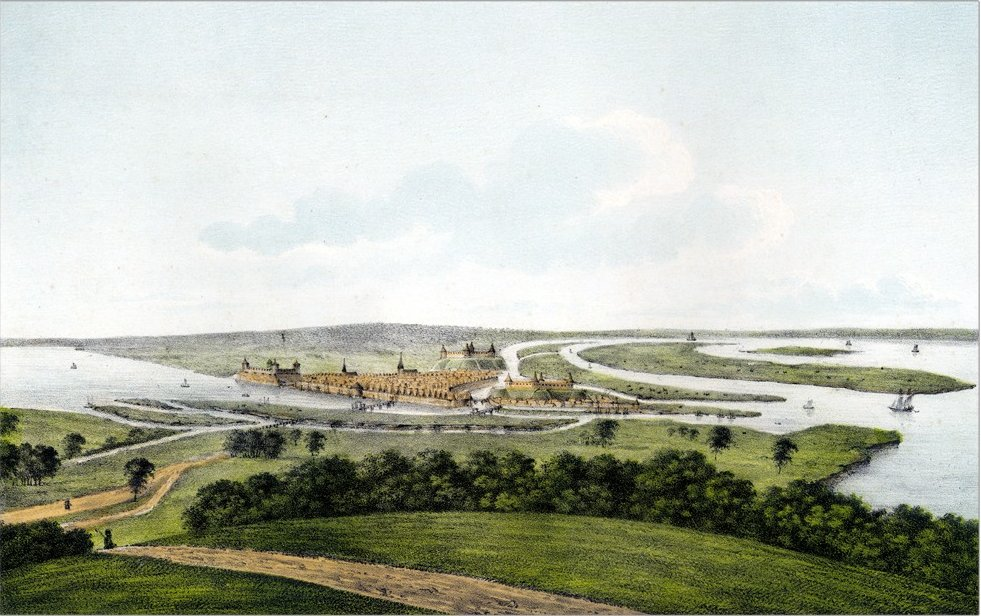
Hamburg látképe 1150 körül

810-ben Nagy Károly templomot építtetett az Alster és a Bille közötti területen. A Szent Péter templomtól délre hamarosan (832-re) felépült a szomszédos törzsek elleni védekezésül szolgáló, Hammaburg nevű erődítmény is. Falai 15 méter szélesek és 5 méter magasak voltak. 831-ben Jámbor Lajos megalapította a püspökséget. A 983-ban kitört felkelések, illetve a vikingek támadásai elpusztították az erődöt, ám a kialakuló város fejlődését ez sem vetette vissza jelentősen. 1037-ben elkezdődött a Marienkirche építése. A város területe is bővült, egyre újabb várfalak épültek a környéken. A felvirágzó városnak és a meginduló polgárosodásnak egyáltalán nem örültek a környék feudális urai, akik többször is megkísérelték a város megadóztatását.
1066-ban a környéken élő szláv törzsek szövetsége indított támadást a város ellen. Az épületeket felgyújtották, lerombolták a templomot, és a lakosság nagy részét lemészárolták. A püspök Brémába menekült, ezzel Hamburg elveszítette egyházi előjogait a mai Észak-Németország területén. A várost meghódító Kruto 1090-ig uralta a vidéket. 1164-ben a várost uralni akaró III. Adolf holsteini gróf új erődöt építtetett Hamburg mellett, hogy a város feletti befolyását megerősítse. A város grófoktól való függetlenségéért folytatott küzdelme 1189-ben dőlt el. Barbarossa Frigyes azzal hálálta meg a hamburgiaknak a szentföldi keresztes háborúhoz nyújtott segítségét, hogy szabadságlevelet adott a városnak. A szabadságlevél nem csupán a feudális uraktól függetlenítette a várost, de lefektette Hamburg mindmáig kitartó gazdasági alapjait is:
| „ | Vámszabadság az ő hajóiknak az Elbán a várostól az Északi-tengerig. | ” |
|   |                                                                     |   |

A vámmentesség mellett Barbarossa megtiltotta, hogy a város 15 kilométeres körzetében újabb vár épüljön, engedélyezte a hamburgiaknak, hogy hajóépítéshez fát vágjanak anélkül, hogy díjat fizetnének a földesuraknak, halat fogjanak a folyóból, és nagy testű állatokat tartsanak. 1214-ben a Hamburgtól északra elterülő régiót a dánok hódították meg, akik helytartót küldtek a városba. 1222-ben a város alávetette magát a dánok felett győzedelmes IV. Adolf grófnak, aki feudális előjogainak érvényesítése helyett a város gazdasági fejlesztésére törekedett. Szabad utat engedett a kereskedelemnek: kereskedelmi kamarák és kereskedőházak jöttek létre, fejlődött a kézművesipar és a sörfőzés. 1240-től megerősítették a város falait, ekkor épültek meg azok a falak és kapuk, amelyek a 19. század elejéig a város határait jelölték. Ebben az időben erősödtek meg városi vezető osztályként a kereskedők. Hamburg egyre közelebb került a Hanza-szövetséghez is. 1255-ben valutareformot hajtottak végre, hogy megkönnyítsék a kereskedelmet a Hanzát vezető Lübeckkel. 1270-ben lépett életbe a polgári és büntetőjogot lefektető Ordelbook (magyarul: Rendeletek könyve). 1284-ben a település ötöde leégett egy tűzvészben. 1286-ban a Szász-Lauenburg hercegek átengedték az Elba torkolatában álló O-szigetet a városnak. A szigeten világítótornyot építettek a hajózás segítésére. 1292-től működik a törvényeket hozó városi tanács. A Hanza-tagságnak köszönhetően Hamburg kiterjesztette hatalmát a város környékén. Felvásárolták az Alster folyó vidékét és több falut az Elba mentén.
1350-ben a pestis a lakosság egyharmadának halálát okozta a városban. A felvirágzó kereskedelmet az egyre terjedő kalózkodás nehezítette, sőt a kalózok szervezetbe tömörültek Vitális Testvérek néven, amelyet ráadásul a Hanzával ellenséges dánok a maguk céljára felbéreltek. 1400-ban a város hajóhadat indított Klaus Störtebeker kalózvezér legyőzésére Helgoland szigetére, majd két évvel később Gödeke Michelst akasztották fel a városban. Az északi-tengeri kalózkornak 1525-ben alkonyult be végleg, amikor elfogták Klaus Kniphofot, az utolsó helgolandi kalózvezért.
A 15. században a környékbeli feudális urak megerősödtek, és egyre jobban szorongatták az addig privilégiumokat élvező városi polgárságot. 1450-ben először jelölték meg bójákkal az Elba hajózóútját. 1497-ben megnyílt Németország első nyilvános könyvtára, 14 évvel később az első hamburgi nyomda.

#### A vallásháborúk kora
A reformáció elemi erővel alakította át a város életét. A reformáció különböző áramlatai törtek be Hamburgba, míg végül 1529-ben a város evangélikus lett. A spanyolok által Hollandiából elüldözött reformátusok 1567-ben Altonában telepedtek le. 1558-ban megnyílt az első börze (Németország első börzéje). 1600 körül érkeztek az első Spanyolországból és Portugáliából elűzött zsidók. A Hanza a vallási háborúk és az Atlanti-kereskedelem előtérbe kerülése miatt elveszítette jelentőségét. Hamburg évtizedeken át a skandináv nagyhatalmak és a német birodalmi politika mezsgyéjén próbálta meg elkerülni a nagyobb válságokat. A harmincéves háború alatt Hamburg gazdasága hanyatlott. 1619-ben alapították a Hamburgi Bankot, amely lehetővé tette, hogy betétesei egymás között készpénz nélkül üzleteljenek. 1767-ben megalakult az első vagyonbiztosító, a Hamburgi Tűzpénztár.

#### A 18. század

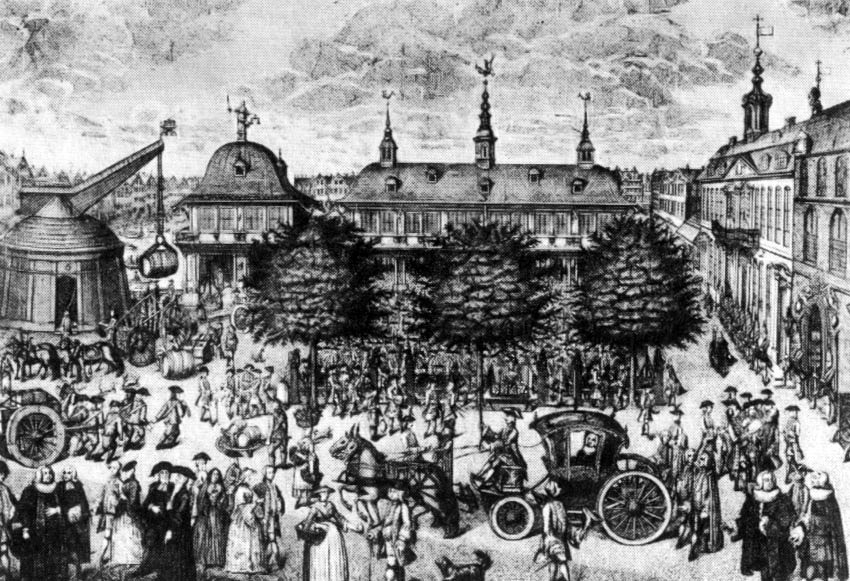
Hamburg a 18. században

Ebben a században a város a nyugodt fejlődés útját járta. 1712-ben életbe lépett az úgynevezett első alkotmány. 1716-ban Hamburg kereskedelmi szerződést írt alá Franciaországgal. 1737-ben jött létre az első német szabadkőműves páholy, a Loge d’Hambourg. 1749-ben megalapították a tengerészeti főiskolát, majd 22 évvel később a kereskedelmi főiskolát. 1769-ben Hamburg szabad birodalmi városi rangot kapott. 1675-ben a város tehetős polgársága megalapította a napjainkig működő Hazafias Egyesületet, amelynek célja a művészek és tudósok támogatása. 1770-ben vezették be az általános adókötelezettséget, az úgynevezett fejadót. A század végére a város lélekszáma túllépte a 100 000 főt.

### Újkor

#### Napóleoni háborúktól az egységes Németországig
A napóleoni háborúk idején a várost erősen sújtotta a britek blokádpolitikája. Kikötőjének jelentősége miatt 1806-ban a franciák bevonultak Hamburgba, és nyolc éven át megszállva tartották. Bár harcok nem folytak a városban, a francia katonaság ellátásának költségei jelentős terhet róttak a polgárságra. A megszállás idején 130 ezer fő lakott Hamburgban, ami 1860-ra 300 ezerre emelkedett. 1815-ben szabad várossá nyilvánították. Az 1712-es alkotmányt újra életbe léptették, de az állam és az egyház szétválasztását előíró törvényt már nem változtatták meg, és a francia állami adminisztráció szerkezetén sem változtattak. Új szellemi áramlatok jelentek meg Hamburgban, és terjedtek szét a német nyelvterületen, mint a polgári demokrácia, nacionalizmus és a munkásmozgalom. A várost vezető nagypolgárság elfogadta Bismarck és Poroszország vezető szerepét a német egyesítésben. A városállam Poroszország szövetségese lett, bár 1866-ban a habsburg–porosz béke a város semlegességét írta elő.

#### Az egységes Németország bukásáig
1867-ben Poroszország része lett. A egyesülő Németországban Hamburg kulcsszerephez jutott: ipari központ és Bréma mellett a gyarmatosítás egyik kiindulópontja lett. A város hatalmas tömegeket vonzott, egész családok költöztek a Hanza-városba. Az egyesítéskor még a város határán kívül eső falvakat körülnőtte a város. 1894-ben Barmbek, Eilbek és Eimsbüttel településeket Hamburghoz csatolták, területükön új városrészeket építettek. Az 1867-es 300 000 fős népesség 1914-re 1 millióra nőtt.

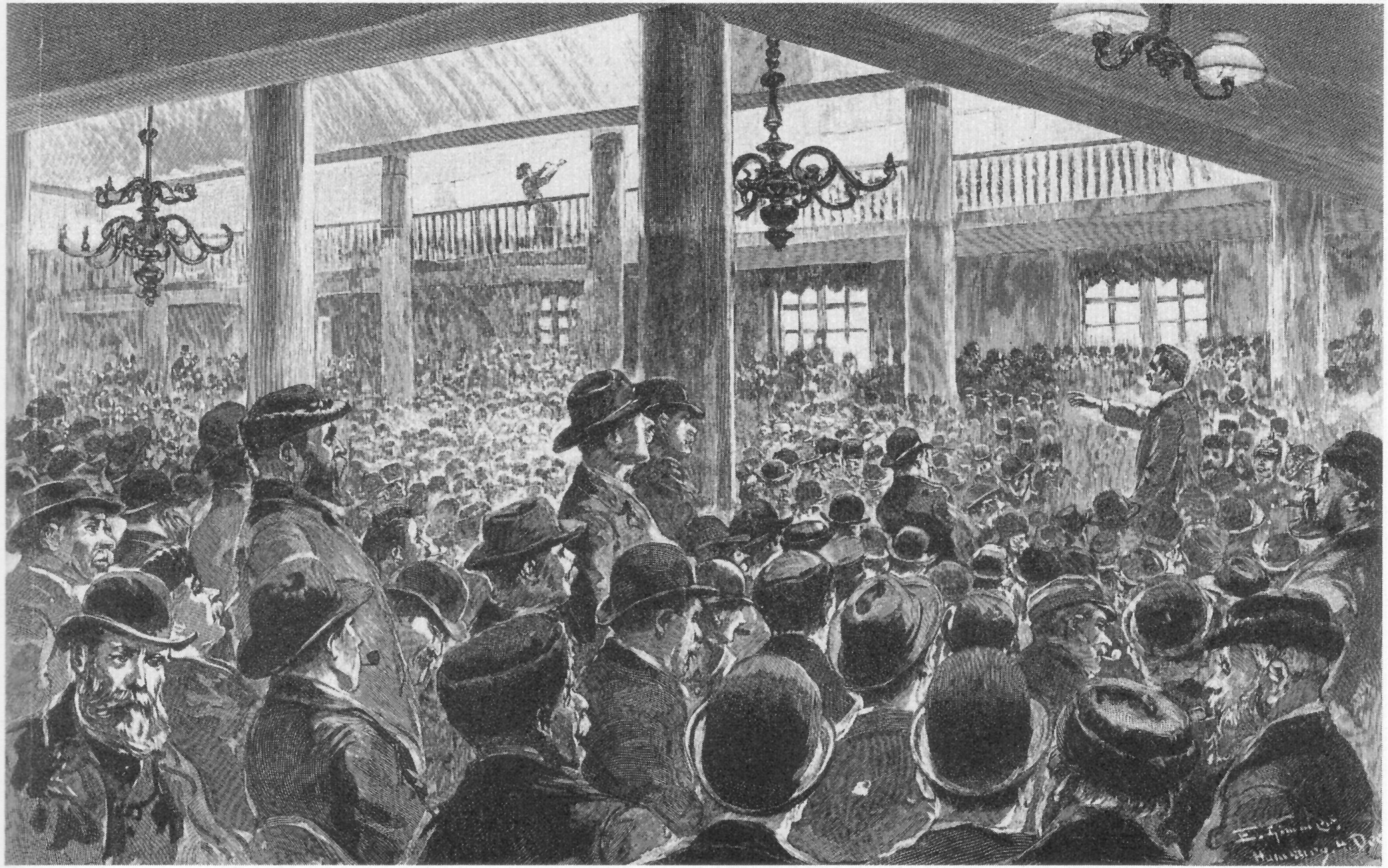
Sztrájkoló kikötői munkások, 1896

A városba áramló embertömeget a kikötői építkezéseken, hajógyárakban és a gomba módra szaporodó ipari üzemekben foglalkoztatták. A rohamosan növekvő kikötői forgalom számára ekkor nyitották meg a Wilhelmsburg-szigeten épült új dokkokat. Ebben az időben Hamburg sokat profitált a Kaiserliche Marine jelenlétéből. A városi kikötőhöz köthető iparból elsősorban a nagypolgárság hatalma növekedett. Az ipari munkások élet- és munkakörülményei azonban továbbra is igen rosszak voltak. A rossz egészségügyi állapotok miatti kolera és a szociális feszültségek miatt időről időre kirobbanó erőszakos sztrájkmozgalmak is áldozatokat követeltek. Hamburg a német munkásmozgalom egyik központja lett.
Hamburg kikötőjében nem csak az áruforgalom volt jelentős; rajta keresztül indult Amerikába az európai kivándorlók 10%-a, mintegy ötmillió ember. Ezt csak Bréma forgalma tudta felülmúlni. Az első világháború alatti brit tengeri blokád tönkretette a virágzó kereskedelmet. Negyvenezer hamburgi halott maradt a háború csataterein, miközben a városban éhínség uralkodott. A háború végén a város irányítását a szociáldemokraták vezette katonai- és munkástanács vette át. 1919 tavaszán a szabad választásokon a szociáldemokraták győztek, de a városban továbbra is nyugtalanság honolt.
1919 nyarán diáklázadás, 1923 októberében pedig kommunista hatalomátvételi kísérlet játszódott le. A nagy gazdasági világválság idején növekedett meg a nácik népszerűsége. Az NSDAP hatalomátvétele után a város szenátusát feloszlatták, a polgármestert pedig megfosztották hivatalától. A közigazgatási átszervezés során Hamburg megőrizte önállóságát. 1937-ben a város területét a környező kis települések beolvasztásával megnövelték.
A második világháború alatt a város ipari létesítményei és kikötője miatt a szövetségesek légiháborújának egyik fő célpontja lett. Az 1943 augusztusában zajló terrorbombázásban (Gomora-hadművelet) kb. 40 000-en meghaltak, mintegy egymillió ember otthona semmisült meg. A város épületeinek mindössze 20%-a maradt sértetlen. 1945. május 3-án brit csapatok harc nélkül megszállták a várost.

### Hamburg 1945 után

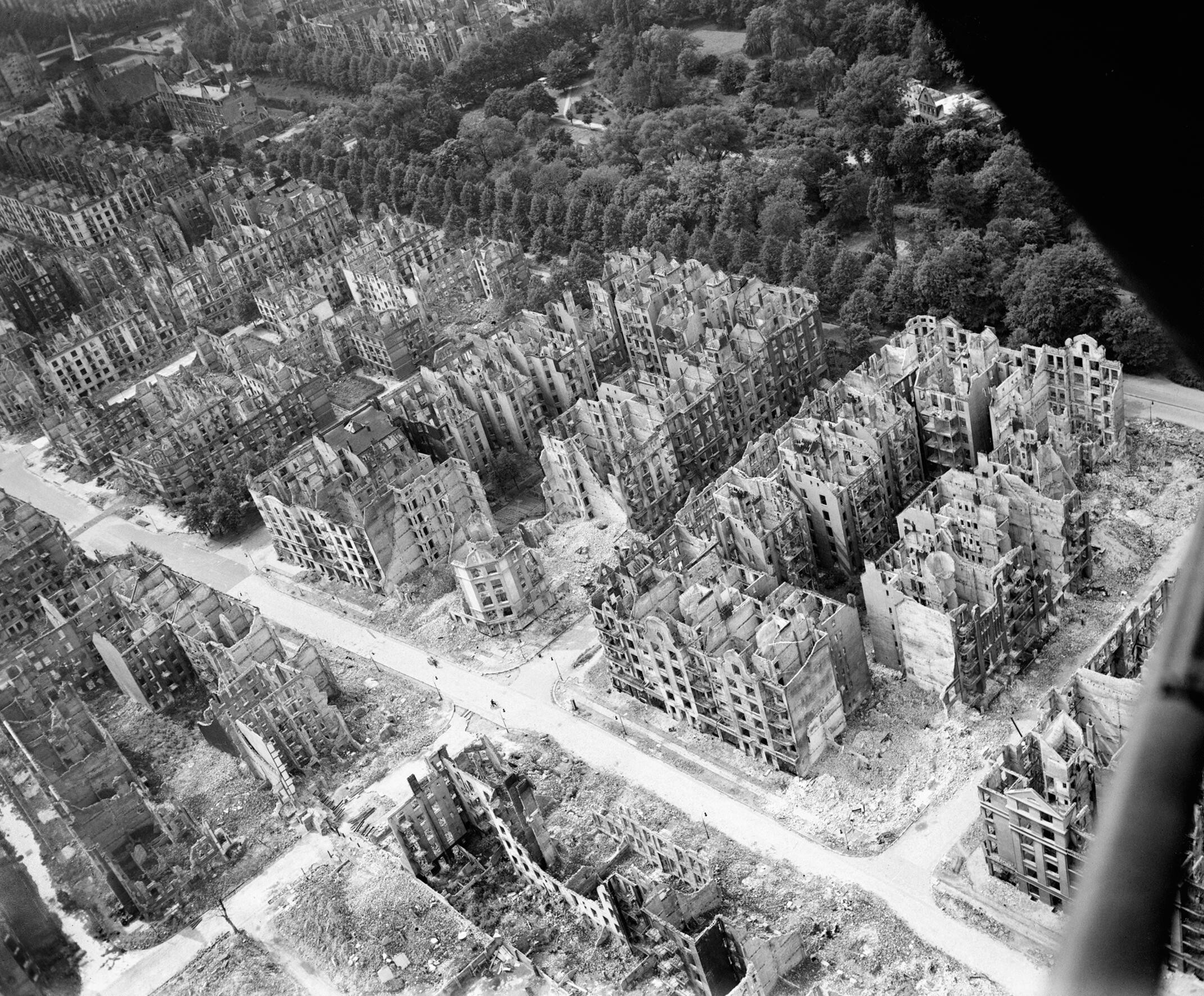
Hamburg romjai 1945-ben

Hamburg 1945-ben romokban hevert. A bombázások során csaknem teljesen megsemmisült a városi infrastruktúra. A brit megszállási zónába került Hanza-várost az 1946. május 15-én tartott népszavazáson elfogadott új alkotmány alapján önálló városállammá szervezték, majd október 13-án megtartották az első szabad választásokat, amelyet a szociáldemokraták nyertek meg. 1949-ben Hamburg az újonnan megalakított NSZK önálló tartománya (és legnépesebb városa) lett. Az ötvenes évek német gazdasági csodája újjáélesztette a város iparát és kereskedelmi kikötőjét. Ezekben az években Hamburg vált Németország külkereskedelmének első számú központjává. A kereskedelem mellett a város lett a német média egyik fellegvára. A lerombolt belváros helyét modern épületek foglalták el, ekkor készültek el a város látképét a mai napig meghatározó toronyházak. 1962-ben a hatalmas károkat okozó hamburgi szökőár háromszáz ember halálát okozta.
A hetvenes években a kikötő környékén indultak nagyszabású beruházások. Ekkor épült a Köhlbrandbrücke és az Új Elba-alagút. A kikötő a nyolcvanas években átalakult. Az Elba szigeteit nagy területű konténerterminálok foglalták el, amelyeknek a terjeszkedése a mai napig tart. Ezzel egy időben a belváros peremén épült vámraktárakat egyre kevesebbet látogatták a kereskedelmi hajók. A városrész felélesztésére a szenátus HafenCity néven reorganizációs projektet indított útjára. A hidegháború befejeződése a kikötő újabb növekedéséhez vezetett, mivel Hamburgon keresztül bonyolódik a tengerpart nélküli közép-európai országok tengeren túli kereskedelmének jelentős része.

## Demográfia

### Lélekszám
Hamburgnak 2020-ban kb. 1,85 millió lakója volt. Közel ugyanennyi lakója volt a városnak a második világháború idején is, ám a háborús évek alatt mintegy 400 000 fővel csökkent a Hanza-város lakossága. A háborút követő gazdasági fellendülés éveiben 1,85 millió főre ugrott a népesség, majd az 1986-ban bekövetkező 1,57 milliós mélypont óta apróbb visszaesésekkel évről évre többen élnek a város határain belül.
| Lakosok száma | 500 | 302 000 | 705 738 | 1 145 124 | 1 793 823 | 1 592 770 | 1 726 363 | 1 787 408 | 1 841 179 | 1 910 160 |
|               | 950 | 1871    | 1900    | 1930      | 1970      | 1987      | 2001      | 2015      | 2018      | 2023      |

### Vallások
A Hanza-város legjelentősebb vallási csoportja a polgárok 26%-át tömörítő evangélikus egyház. Az úgynevezett nyugati tartományok között Hamburg az egyetlen, ahol a lakosság abszolút többségét alkotják a nem hívő polgárok. Az önmagukat vallástalanként meghatározók száma évről évre enyhén növekszik, összlakosságon belüli arányuk 2004-ben 52% volt.

#### Evangélikusok és reformátusok

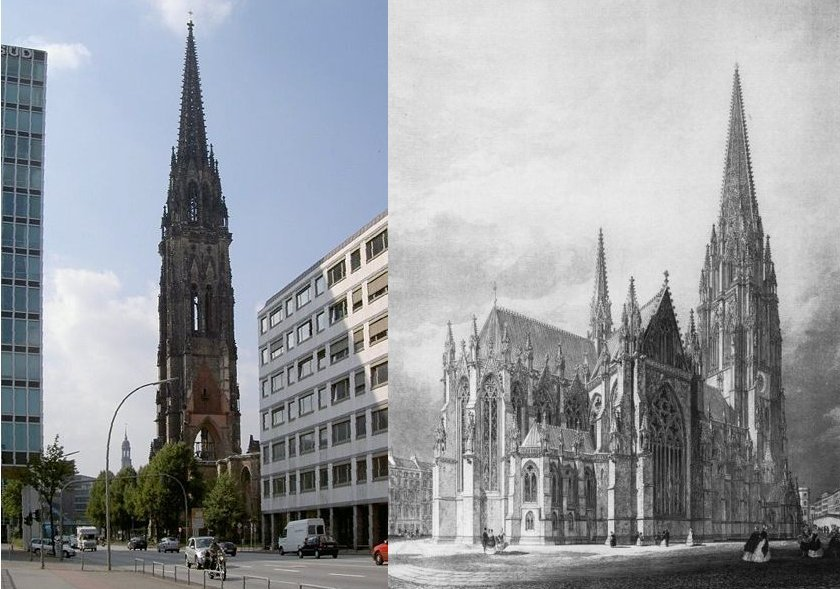
A St. Nikolai, az evangélikus egyház hamburgi főtemploma ma és a háború előtt

Hamburg és vidéke a reformáció óta az evangélikus egyház bástyája. A város 1522-ben tért át a protestáns szertartásra. 1526-ra csaknem a teljes polgárság, 1528-ra a városi tanács minden tagja evangélikus hitre tért. 1529-ben alakult meg Hamburg Állam Evangélikus Egyháza, amelyet a város által választott szuperintendens vezetett. Hamburg állam hivatalosan is államvallássá emelte az evangélikus kereszténységet, más vallást gyakorlók csak a városfalon kívül eső Altona templomát használhatták. A hollandok védelmét élvezve mindössze egy kis református közösség vert gyökeret a városban. A vallási szigor csak 1785-ben enyhült, amikor a város engedélyezte, hogy magánlakásokban nem evangélikus istentiszteletet is tartsanak. Az evangélikus egyházat csak 1918-ban választották el a városállam világi szervezeteitől. 1977-ben a hamburgi evangélikus egyház elveszítette önállóságát, miután összevonták a schleswig-holsteini testvéregyházzal.

#### Katolikusok
Hamburg lakosságának jelenleg 10%-a, majdnem 180 000 ember vallja magát római katolikusnak. Az egyházhoz tartozók lélekszáma (főként a lengyel) bevándorlásnak köszönhetően növekszik. A városban 15 nemzetet (köztük a magyar) képvisel nagyobb katolikus csoport. A katolikus egyház 810 óta van jelen, amikor Nagy Károly megbízásából a trieri püspök egy papot küldött a városba. 831-ben Hamburg már püspöki székhely volt. A katolikus egyház működését a reformációt követően erősen korlátozták, majd a Vesztfáliai békét követően a hamburgi püspökséget fel is oszlatták. A katolikusok növekvő lélekszáma miatt II. János Pál pápa 1995. január 7-én újraalapította a Hanza-város püspökségét. Hamburg ma a Schleswig-Holsteinre és Mecklenburg-Elő-Pomerániára is kiterjedő katolikus érsekség székhelye.

#### Zsidók

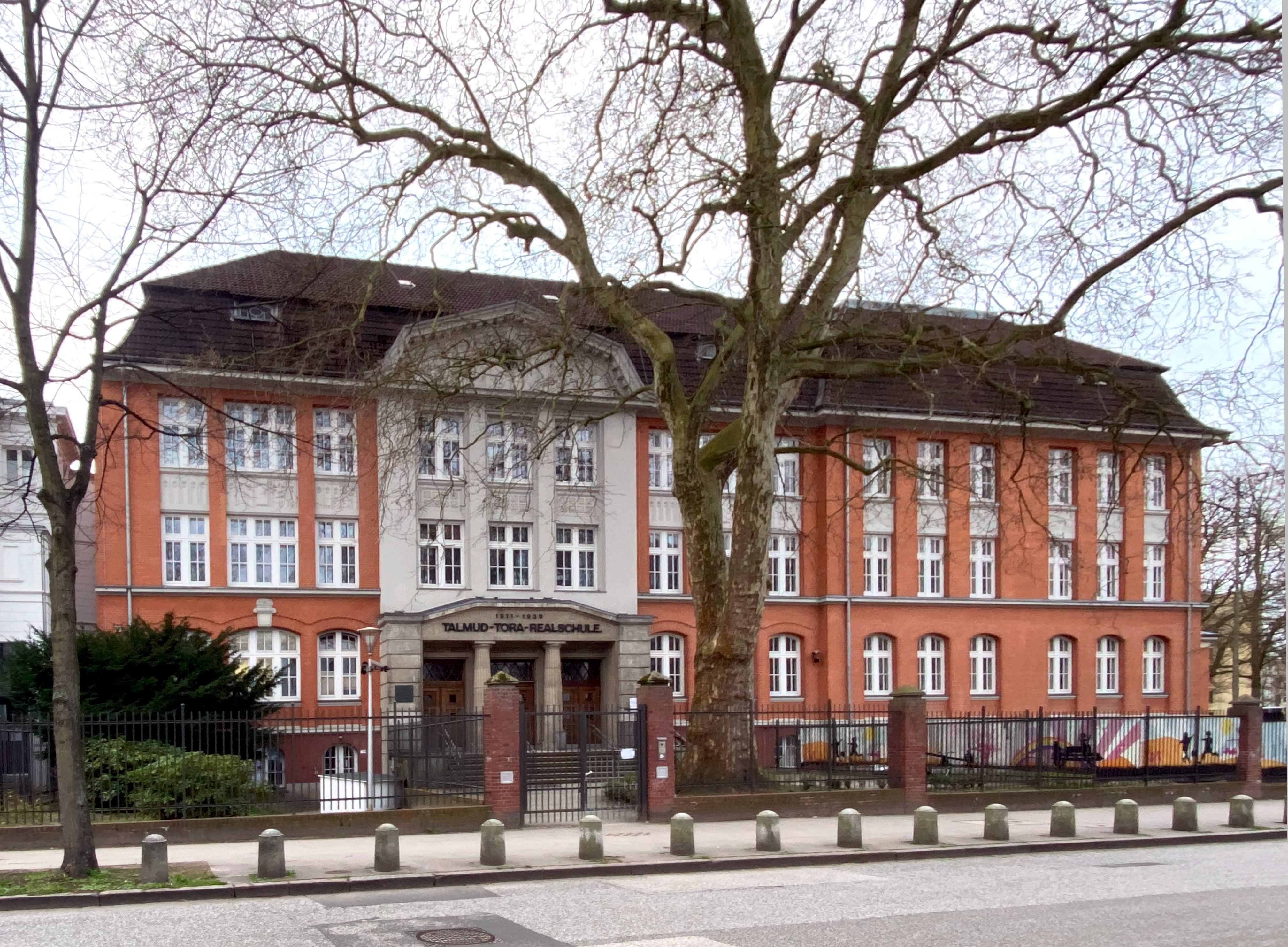
Az 1913-ban épült tóraiskola ma is zsidó iskolaként működik

Hamburgban az 1600-as években jelentek meg a Portugáliából menekülő szefárd zsidók. A polgárság szívesen fogadta a vagyonos izraelitákat, akikből idővel kereskedők és hajózási ügynökök lettek. 1611-ben 125, 1663-ban már 600 zsidó élt a városban. Bár a zsidóknak évente 1000 márka tartózkodási díjat kellett fizetniük és a zsinagóga építését is tiltották a szigorúan evangélikus városban, cserébe viszont otthonaikban szabadon gyakorolhatták vallásukat. A hamburgi zsidók először az 1806 és 1813 közötti napóleoni megszállás alatt élveztek teljes egyenjogúságot. 1848-ig dúlt politikai küzdelem a zsidók jogállása körül. Az 1848-as hamburgi forradalom után a zsidók a város egyenjogú polgárai lettek, és 1859-ben már a városi törvényhozás 192 küldötte közül tízen izraeliták voltak. A Német Császárság kikiáltása és az első világháború között Hamburggal együtt virágzott fel a helyi zsidó közösség is. 1909-ben a városban cionista világkongresszust rendeztek. A nácik a háború elején a város teljes zsidó lakosságát négy vasúti szerelvényre zsúfolva Lengyelországba deportálták. A város 17 000 zsidó polgára közül csak 632 érte meg a háború végét.
A város hagyományosan zsidók által lakott területe Eimsbüttel déli és Altona keleti része. A háború előtt e városrészeket Kis-Jeruzsálemnek nevezték az ott élő zsidók nagy száma miatt. A háborúban megfogyatkozott zsidók száma ma újból növekszik. Az izraeliták 70%-a a volt Szovjetunióból érkezett bevándorló.

#### Muzulmánok
Hamburg a németországi muzulmán közösség központja. Menekültként, vendégmunkásként és diákként számos országból érkeztek muzulmánok a városba. A muszlim közösség etnikailag igen tagolt, a különböző országokból érkezők vallásuk gyakorlása közben is elkülönülnek egymástól. A városban összesen 26 mecset működik, melyek közül a legidősebb a törökök által alapított Ali Imám-mecset. A muszlimok 1999-ben alapították meg a Hamburgi Iszlám Közösségek Tanácsát, hogy az segítse a muzulmánok többségi társadalomba történő integrációját és a muzulmán vallással szembeni bizalmatlanság eloszlatását. Jelen vannak ugyanakkor a városban a radikális iszlámot követők is; 2001-ben Hamburgból indult útjára a New York-i repülőgépes támadásokat kivitelező csoport vezetője, Mohamed Atta is.

### Etnikumok
A város lakosságának 85%-a német állampolgár, míg a külföldiek aránya 15%, amely negyedmillió embert jelent. Közöttük legtöbben a törökök (60 000), a lengyelek (20 000) és a szerbek (18 000) vannak. Hamburgban él Németország legnagyobb afgán közössége, 14 000 fő. Jelentős még az irániak, portugálok, görögök, ghánaiak, oroszok, olaszok, amerikaiak és a kínaiak száma, 40-nél több ország polgára él a Hanza-városban. Ha a már német állampolgárságot kapott külföldieket is számoljuk, akkor a külföldiek aránya 26,8%, a 18 év alattiak körében 45%. A külföldi állampolgárságú lakosok száma és aránya 1999 (273 000 fő) óta évről évre kis mértékben csökken, illetve a külföldieken belül növekszik az európai uniós tagállamokból érkezők aránya. Hamburgban 2004-ben 877 magyar élt.

## Politikai élete

### Bürgerschaft és Szenátus

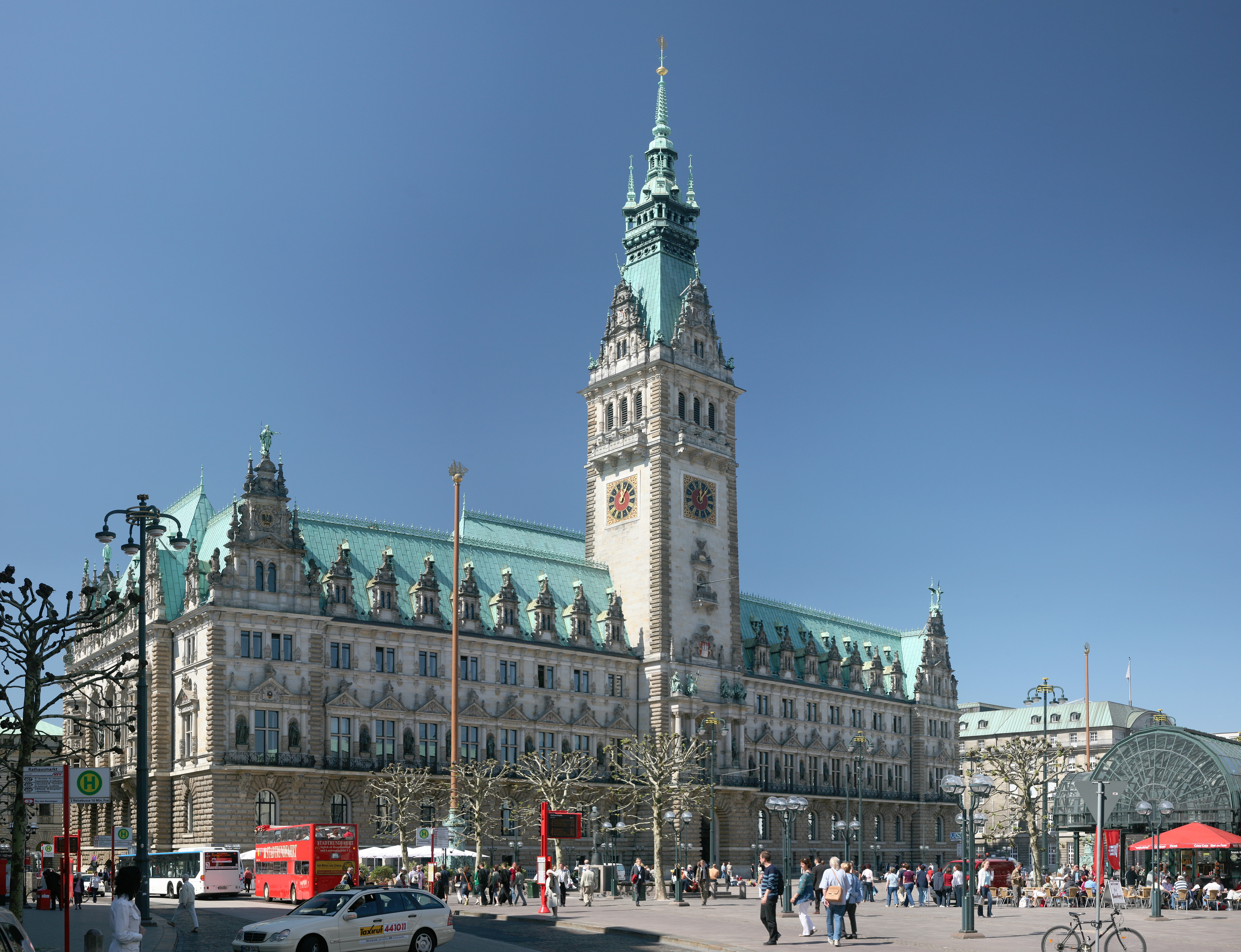
A városháza a Bürgerschaft székhelye

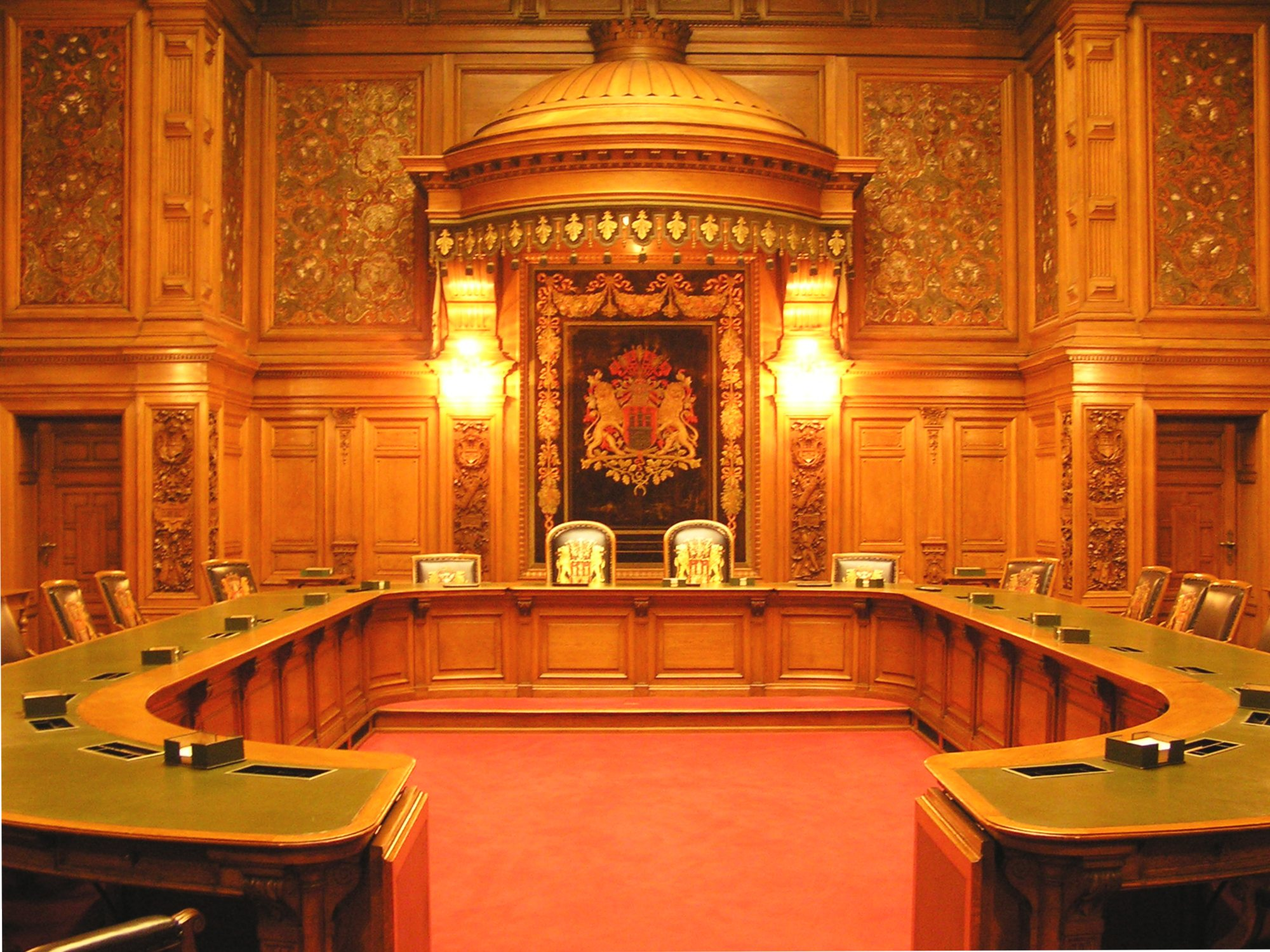
A Szenátus ülésterme

Hamburg Németország második legkisebb tartománya, így a városi képviselőtestület, a 121 tagú Bürgerschaft egyben a tartományi parlament szerepét is betölti. A Bürgerschaftba a választásokon 5% fölötti eredményt elérő pártok kerülhetnek be. Választásokat a törvény szerint négyévente tartanak, ám a politikai csatározások miatt az eddig létezett 18 Bürgerschaftból négy nem tudta idejét kitölteni.
A Bürgerschaftban 1960-tól két évtizeden át az SPD volt a legerősebb párt. A nyolcvanas években az önmagukat örök ellenzékinek deklaráló Zöldek parlamentbe kerülése borította fel az egyensúlyt. A Zöldek kompromisszumképtelensége miatt kétszer kellett a választásokat megismételni. A kereszténydemokraták ebben az időszakban kétszer is győztek, ám nem tudtak kormányt alakítani. A szociáldemokraták végül 44 év után, 2001-ben veszítették el a kormányrudat és helyettük a CDU alakíthatott kormányt. Az azóta két választáson is győztes hamburgi CDU 2008. május 7-én a zöldekkel szövetkezve alakította meg az új Szenátust, létrehozva ezzel Németország első konzervatív-zöldpárti kormánykoalícióját.
A Bürgerschaft választja meg a kormány szerepét játszó Szenátust és a két polgármestert. A Szenátust az „első polgármester” vezeti, az ő dolga az egyes szakterületeket irányító szenátorok jelölése és felmentése, valamint az államfői feladatok ellátása. Helyettese a „második polgármester”, aki általában egy szenátori tisztséget is betölt. A polgármesteri tisztség kettőssége még 1860-ban alakult ki. Akkortól kezdve a polgármesteri tisztségre egyszerre három főt választottak, akik stafétaszerűen évente adták át egymásnak a polgármesteri tisztséget. Ez a rotációs módszer csak az első világháború végéig létezett, ám az azt idéző „első polgármester” kifejezés a mai napig él. A polgármesterek Hamburgban általában nem töltik ki teljes hivatali ciklusukat. Ha az őket delegáló párt úgy dönt, hogy új polgármesterjelölttel vág neki a következő választási kampánynak, akkor a régi politikai vezető már a választások előtt egy évvel átadja helyét. A „második polgármestert” koalíciós Szenátus esetén mindig a kisebbik koalíciós partner adja.
| A hamburgi választások eredményei 1945–2008, zárójelben az elnyert mandátumok száma | A hamburgi választások eredményei 1945–2008, zárójelben az elnyert mandátumok száma | A hamburgi választások eredményei 1945–2008, zárójelben az elnyert mandátumok száma | A hamburgi választások eredményei 1945–2008, zárójelben az elnyert mandátumok száma | A hamburgi választások eredményei 1945–2008, zárójelben az elnyert mandátumok száma | A hamburgi választások eredményei 1945–2008, zárójelben az elnyert mandátumok száma | A hamburgi választások eredményei 1945–2008, zárójelben az elnyert mandátumok száma |
| Választás                                                                           | CDU                                                                                 | SPD                                                                                 | FDP                                                                                 | Zöldek                                                                              | Egyéb                                                                               | Kormányzó koalíció                                                                  |
| ----------------------------------------------------------------------------------- | ----------------------------------------------------------------------------------- | ----------------------------------------------------------------------------------- | ----------------------------------------------------------------------------------- | ----------------------------------------------------------------------------------- | ----------------------------------------------------------------------------------- | ----------------------------------------------------------------------------------- |
| 1946. október 13.                                                                   | 26,7% (83)                                                                          | 43,1% (83)                                                                          | 18,2% (7)                                                                           | –                                                                                   | KPD 10,4% (4)                                                                       | SPD–FDP–KPD                                                                         |
| 1949. október 16.                                                                   | 42,8% (65)                                                                          | 34,5% (22)                                                                          | –                                                                                   | –                                                                                   | DP 13,3% (9) KPD 7,3% (5)                                                           | SPD–FDP                                                                             |
| 1953. november 1.                                                                   | 50,0% (62)                                                                          | 45,2% (58)                                                                          | –                                                                                   | –                                                                                   | –                                                                                   | CDU                                                                                 |
| 1957. november 10.                                                                  | 32,3% (41)                                                                          | 53,9% (69)                                                                          | 8,6% (10)                                                                           | –                                                                                   | –                                                                                   | SPD–FDP                                                                             |
| 1961. november 12.                                                                  | 29,1% (26)                                                                          | 57,4% (72)                                                                          | 9,6% (12)                                                                           | –                                                                                   | –                                                                                   | SPD–FDP                                                                             |
| 1966. március 27.                                                                   | 30,0% (38)                                                                          | 59,0% (74)                                                                          | 6,8% (8)                                                                            | –                                                                                   | –                                                                                   | SPD                                                                                 |
| 1970. március 22.                                                                   | 32,8% (41)                                                                          | 55,3% (70)                                                                          | 7,1% (9)                                                                            | –                                                                                   | –                                                                                   | SPD–FDP                                                                             |
| 1974. március 3.                                                                    | 40,6% (51)                                                                          | 45,0% (56)                                                                          | 10,9% (13)                                                                          | –                                                                                   | –                                                                                   | SPD–FDP                                                                             |
| 1978. június 4.                                                                     | 37,6% (51)                                                                          | 51,5% (69)                                                                          | 4,8% (0)                                                                            | 1,0% (0)                                                                            | –                                                                                   | SPD                                                                                 |
| 1982. június 6.                                                                     | 43,2% (56)                                                                          | 42,7% (55)                                                                          | 4,9% (0)                                                                            | 7,7% (9)                                                                            | –                                                                                   | nem volt                                                                            |
| 1982. december 19.                                                                  | 38,6% (48)                                                                          | 51,3% (64)                                                                          | 2,6% (0)                                                                            | 6,8% (8)                                                                            | –                                                                                   | SPD                                                                                 |
| 1986. november 9.                                                                   | 41,9% (54)                                                                          | 41,7% (53)                                                                          | 4,8% (0)                                                                            | 10,4% (13)                                                                          | –                                                                                   | nem volt                                                                            |
| 1987. május 17.                                                                     | 40,5% (49)                                                                          | 45,0% (55)                                                                          | 6,5% (8)                                                                            | 7,0% (8)                                                                            | –                                                                                   | SPD–FDP                                                                             |
| 1991. június 2.                                                                     | 35,1% (44)                                                                          | 48,0% (61)                                                                          | 5,4% (7)                                                                            | 7,2% (9)                                                                            | –                                                                                   | SPD–FDP                                                                             |
| 1993. október 19.                                                                   | 25,0% (36)                                                                          | 40,4% (58)                                                                          | 4,2% (0)                                                                            | 13,5% (19)                                                                          | SP 5,6% (8)                                                                         | SPD–SP                                                                              |
| 1997. október 21.                                                                   | 30,7% (46)                                                                          | 36,2% (54)                                                                          | 3,5% (0)                                                                            | 13,9% (21)                                                                          | –                                                                                   | SPD–Zöldek                                                                          |
| 2001. október 23.                                                                   | 26,2% (33)                                                                          | 36,5% (46)                                                                          | 5,1% (6)                                                                            | 8,6% (11)                                                                           | Schill 19,4%(25)                                                                    | CDU–Schill–FDP                                                                      |
| 2004. február 9.                                                                    | 47,2% (63)                                                                          | 30,5% (41)                                                                          | 2,8% (0)                                                                            | 12,3% (17)                                                                          | –                                                                                   | CDU                                                                                 |
| 2008. február 24.                                                                   | 42,6% (56)                                                                          | 34,1% (45)                                                                          | 4,8% (0)                                                                            | 9,6% (12)                                                                           | PDS 6,4% (8)                                                                        | CDU–Zöldek                                                                          |

### Külpolitikai aktivitás
A város kereskedelmi kulcspozíciója révén fontos a németországi diplomáciai testületek számára is. 2007-ben 104 állam tartott fenn képviseletet a Hanza-városban (34 fő- és 67 tiszteletbeli konzulátus). Hamburg New York után a világ második diplomáciailag legaktívabb nem fővárosi rangú települése. Hamburgban elsősorban olyan országok nyitnak külképviseletet, amelyek Németországgal folytatott külkereskedelme a város kikötőjén keresztül zajlik. Magyarországnak tiszteletbeli konzulja működik Hamburgban.

### A városállam jelképei
Hamburg állam jelképe a vörös alapú pajzson elhelyezett fehér színű vár. A címer a 13. századra vezethető vissza. A vár középső tornya (kereszttel a tetején) a középkori dómot jelképezi, míg a két bástya fölötti „máriacsillagok” a város védőszentjére emlékeztetnek. 1752. május 14-én a város törvényhozása véglegesítette a címer kinézetét. E döntés előtt a vár piros színben is megjelent. A várkapu kinézete is megváltozott az idők folyamán; időnként zárva, máskor nyitva ábrázolták, egyes ábrázolásokon még a kaput elzáró csapórács is szerepelt.
| Kleines Staatswappen | Großes Staatswappen | Frei verwendbares Wappenzeichen                 | Landesflagge  | Senatsflagge     | Admiralitätsflagge     | Admiralitätswappen   |
| Állami kiscímer      | Állami nagycímer    | Identitást kifejező, szabadon használható címer | Állami zászló | Szenátusi zászló | Kikötőhatóság zászlaja | Kikötőhatóság címere |

A két oroszlán által védett nagycímert csak a szenátus használhatja. Hogy a lobogóhasználat során a konfliktusokat elkerüljék, megalkották a címer egyszerűsített változatát. E változatot az identitás vagy a rokonszenv kifejezésére szabadon használhatták a polgárok. A horgonnyal díszített kikötőhatósági zászlóval a város hajóit azonosítják.

## A város közigazgatása
Hamburgot hét kerületre (Bezirk) osztjuk.

| Kerület    | Lakos          | Terület   | Népsűrűség |
| ---------- | -------------- | --------- | ---------- |
| Mitte      | 238 257 (2006) | 107,1 km2 | 1652,46    |
| Altona     | 246 936 (2006) | 78,3 km2  | 3153,72    |
| Eimsbüttel | 248 233 (2006) | 50,1 km2  | 4954,75    |
| Nord       | 283 246 (2006) | 57,8 km2  | 4900,05    |
| Wandsbek   | 408 032 (2006) | 147,5 km2 | 2766,32    |
| Bergedorf  | 118 789 (2006) | 154,8 km2 | 767,37     |
| Harburg    | 200 134 (2006) | 161,0 km2 | 1243,07    |

Minden kerületet egy korlátozott hatalmú úgynevezett kerületi gyűlés (Bezirkversammlung) vezet. A kerületi gyűlések kerületi parlamentként működnek. A kerület alatti közigazgatási szint a városrész (Stadtteil), amelyekből 104 található a városban. A városrészeket a közszolgáltatásokhoz való jobb hozzáférés és a közigazgatás egyszerűsítése végett úgynevezett „helyi hivatalok” (Ortsamt) alá osztották. Ezekből 15 található Hamburgban.
A városállam része a Watt-tengerben fekvő Scharhörn, Nigehörn és Neuwerk sziget. Mindhárom sziget Hamburg központi kerületéhez tartozik, távolsága a várostól mintegy 100 kilométer.

## Oktatás és kutatás

### Oktatási rendszer
Hamburg Németország önálló tartományaként önállóan dönthet a város oktatási struktúrájának kialakításáról. Az oktatási rendszer jelenleg négyosztatú. A legalsó oktatási szint az „elemi szint” (Elementarstufe), amelybe a bölcsődék, óvodák és az iskolára felkészítő intézmények (Vorschule) tartoznak, és a magyarországi gyakorlathoz hasonlóan nem kötelező részei az oktatási rendszernek. A gyermekek hatéves korukban kerülnek az úgynevezett „első szintű” iskola (Primärstufe) padjaiba, amely a magyar alsó tagozatnak felel meg. Tízéves korukban a diákok a „másodszintre” (Sekundärstufe) lépnek. A második szinten a felsőoktatásban való részvételre jogosító érettségit adó nyolcosztályos gimnáziumok, a szakmunkás, illetve szakközépiskolai bizonyítványokat adó szakiskolák vannak. A diákoknak 12 éves korukban még választhatnak az iskolatípusok között. A negyedik szinten találhatóak a Hanza-város felsőoktatási intézményei.
A városban 465 iskola található. Ezek között 233 első szintű iskola, 73 gimnázium, 66 szakképző iskola és 14 állami tulajdonú felsőoktatási intézmény található.
A városban üzemel szombati magyar iskola, mely a magyar nyelvet mint származási nyelvet oktatja. Az iskola Hamburg város finanszírozásában működik és célja a magyar mint választható nyelv státusz elérése az iskolarendszerben és ezáltal érettségi tantárgyá válni.

### Felsőoktatási intézmények

A Hamburgi Egyetem pecsétje

A városban körülbelül 70 000 ember jár főiskolára vagy egyetemre.
Az 1919-ben alapított Hamburgi Egyetem (Universität Hamburg; UHH) egyike a legnagyobb német egyetemeknek. Minden évben 39 000 hallgató látogatja, akiknek nagy része Németország határain túlról érkezett. A város második legnagyobb egyeteme a Harburg városrészben működő, 4700 hallgatót oktató Hamburgi Műszaki Egyetem (Technische Universität Hamburg-Harburg). Itt találhatjuk a Bundeswehr észak-németországi egyetemét (Helmuth-Schmidt Universität), illetve a vezérkari tiszteket oktató Főtiszti Akadémiát (Führungsakademie der Bundeswehr)
A főiskolák között a 12 000 hallgatót képző Hamburgi Alkalmazott Tudományok Főiskolája a legnagyobb. 6000 hallgatójával az ország egyik legnagyobb magánintézménye a Hamburgi Távfőiskola (HFH Hamburger Fern-Hochschule).
2005-ben a Szenátus az állami tulajdonban álló egyetemeket is tandíjkötelessé tette a nem hamburgi lakosok számára, majd 2007 nyarától a hamburgiakra is kiterjesztette a tandíjat. A tandíj mértéke 500 euró/szemeszter, amihez további 50 euró adminisztrációs költség járul. A díjszedés hatalmas ellenállásba ütközött a diákság körében. Egyes szakokon a diákok fele önként kiiratkozott, 926 hallgatót pedig adminisztratív úton távolítottak el a díj meg nem fizetése miatt. A Szenátusba 2008 áprilisában bekerült Zöldek szimbolikus ügynek tekintik a tandíj elleni fellépést, így várható a díjfizetési rendszer reformja, illetve teljes eltörlése.

### Kutatóintézetek

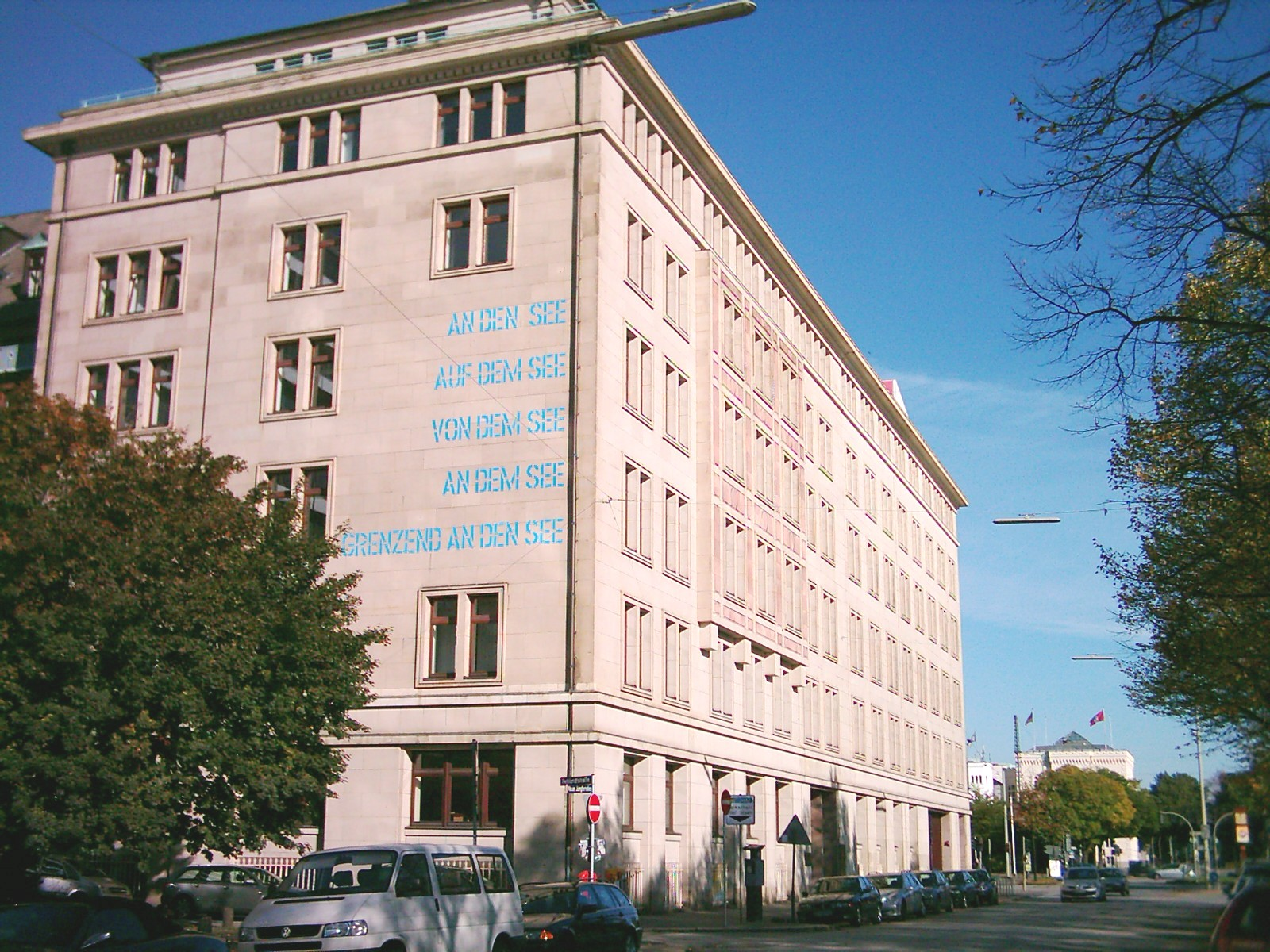
A Német Közgazdaságtani Könyvtár központi épülete

A jelen lévő kutatóintézeteknek köszönhetően a Hanza-város tekintélyes helyet vívott ki magának a nemzetközi tudományos életben. Főképpen a mezőgazdasági, fizikai és a közgazdaságtudományi területen tevékenykedő intézetek központjai telepedtek meg az Elba partján. Ezek közül a jelentősebbek:
- Trópusi Betegségek Kutatóintézete (Bernhard-Nocht-Institut für Tropenmedizin) – a német gyarmatok megalapításakor létrehozott intézet napjainkban is 300 munkatársat foglalkoztat Hamburgban és Ghánában[49]
- Virológiai és Immunológiai Kísérleti Intézet (Heinrich-Pette-Institut für Experimentelle Virologie und Immunologie)
- Erdészeti és Erdőgazdasági Kutatások Szövetségi Hivatala (Bundesforschungsanstalt für Forst- und Holzwirtschaft)
- Német Részecskefizikai Kutatóintézet (Deutsches Elektronen-Synchrotron) – az 1959-ben alapított Kutatóintézet egy részecskegyorsító laboratóriumot működtet a város déli része alatt. A laboratórium 600 saját és évente 3000 vendégkutatót foglalkoztat[50]
- Hamburgi Világgazdasági Archívum
- Nemzetközi Gazdaság- és Politikatudományi Intézet (Internationales Institut für Politik und Wirtschaft)
- Max Planck Intézet meteorológiai és nemzetközi magánjogi kutatóintézetei (a két részleg összesen 300 kutatót foglalkoztat)

## Gazdaság és infrastruktúra
Hamburg gazdasági, közlekedési és szolgáltatási központként messze saját határain túlnyúló hatást fejt ki környezetére és Németország legjelentősebb ipari központjai közé tartozik. 2007-ben London, Brüsszel és Luxemburg után a negyedik legnagyobb GDP-vel rendelkező régió volt az Európai Unióban: a városban az egy főre jutó előállított érték vásárlóerő-egyenértéken az Európai Unió átlagának 192%-a, 47 800 euró/fő volt.
A hamburgiak vásárlóereje országos szinten a második helyen áll Hessen tartomány mögött. A nagyvárosok között is csak Majna-Frankfurt és München lakóinak vásárlóereje haladja meg a hamburgiakét.

### Kikötő

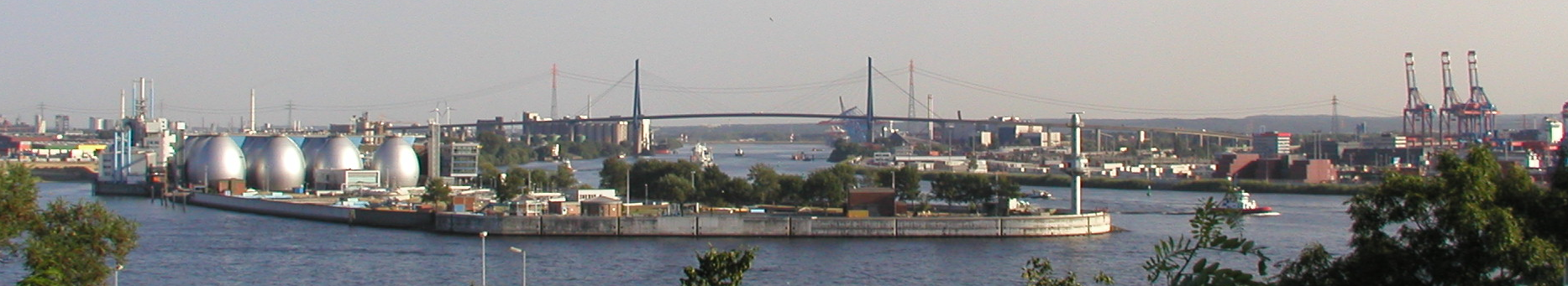
A hamburgi kikötő látképe, baloldalt az Északi-Elba, szemben a Köhlbrand és a fölötte átívelő Köhlbrandbrücke

Hamburg már a 14. században az Északi-tenger legjelentősebb Hanza-városa volt.
A városi kikötő ma Németország legnagyobb tengeri kapuja. Áruforgalmát tekintve Rotterdam és Antwerpen után Európa harmadik, míg a gyorsan növekvő konténerforgalmat tekintve második legnagyobb kikötője. A konténerforgalmat tovább bővítik, Hamburgban működik a világ legmodernebb, teljesen automatizált konténerkikötője, a 2003-ban megnyílt Altenwerder terminál. 2007-ben 140 millió tonna árut rakodtak át a város rakpartjain. A kikötő 68 000 embernek ad munkát, a környező területeken 154 000 állás függ a kikötőgazdaságtól. Hamburg úgynevezett általános kikötő, ahol bármely áruféleséget ki lehet rakodni.

### Sajtó
Hamburg Berlint is megelőzve Németország legnagyobb médiaközpontja. Rádió- és televízióadók, kiadóvállalatok, tartalomszolgáltatók és országos televíziók hírszerkesztőségei telepedtek le a városban. Napjainkban több mint 17 000 médiában érdekelt cég 130 000 álláshelyet biztosít a tartományi határokon belül. A város tudatos stratégiát követve, kedvezményekkel és szolgáltatásokkal csábítja a médiapiac szereplőit, akik évente 25 milliárd eurós forgalmat bonyolítanak le.

#### Nyomtatott sajtó

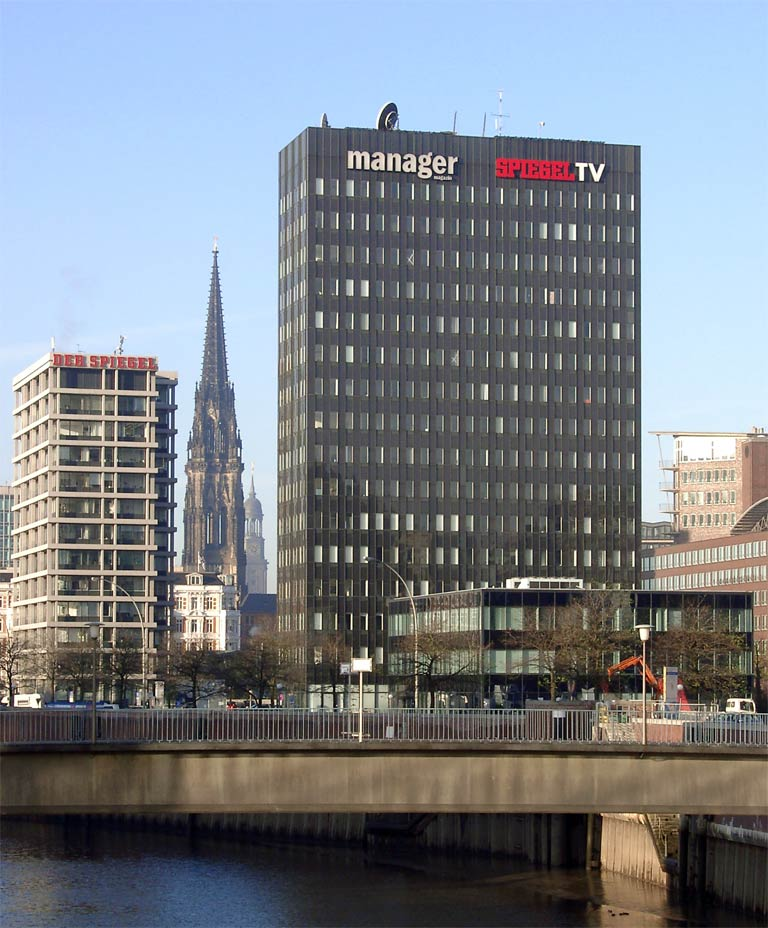
A DER SPIEGEL székháza

A második világháború után a nyugatnémet sajtó zászlóshajói választották székhelyüknek az Elba-parti nagyvárost. 1946 óta Hamburg a székhelye a Die Zeit című liberális hetilapnak, a baloldali Der Spiegelnek és Sternnek, illetve a feltörekvő Focusnak. A napilapok közül a legnagyobbak közé számít az Abendblatt és 2008. március 19-éig itt volt a legnagyobb német bulvárlap, a BILD szerkesztősége is.

#### Elektronikus sajtó
Hamburg az egykori NSZK legnagyobb városa, így minden német közszolgálati televízió képviseletet nyitott a városban. Az ARD esti hírműsorait sugározza a helyi stúdiójából, míg a ZDF tartományi stúdiót tart fenn, ahol a környék számára készítenek magazinműsorokat. Az északi országrész számára alapított közszolgálati televízió az NDR. Az NDR az északi tartományi televíziók műsorait gyűjti és Hamburg Journal címen saját műsort is készít a város lakói számára. A kereskedelmi televíziók közül az RTL van jelen saját stúdióval.
A rádióadók között sokáig a magántulajdonban álló Radio Hamburg vezette a hallgatottsági listákat, ám 2007 februárja óta a közszolgálati NDR tört az élre. Az NDR a főprogram mellett további öt közszolgálati rádióadót is működtet, amelyek a legfontosabb társadalmi rétegek számra szolgáltatnak információkat és zenét. Az NDR-en kívül még hat kereskedelmi és három civilek által működtetett rádióadó székhelye van a városban.

### Ipar

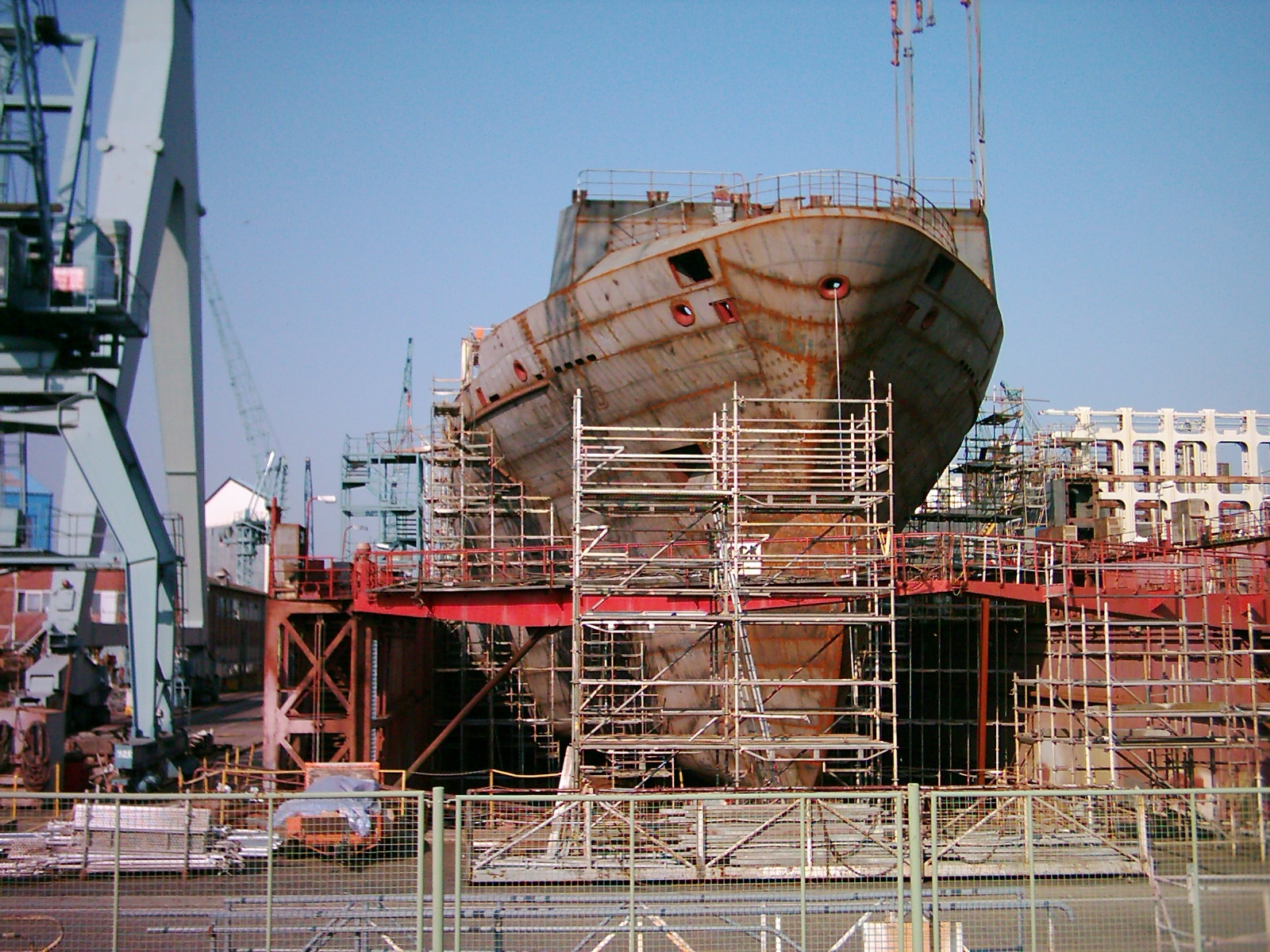
Hajó épül a Sietas dokkjában

Hamburg ipari teljesítménye a metropolisz nagysága ellenére elmarad a Ruhr-vidék és más német iparvárosok mögött. A város nagy ipari üzemei többnyire a kikötőn át történő exportra termelnek, vagy éppen a kikötőbe behozható olcsó nyersanyag miatt telepedtek le a városállamban.
Hamburgban a hajógyártás a nyolcvanas években hanyatlásnak indult, mára csak két hajógyár működik a Hanza-város határain belül. A nagyobbik a városba érkező teherhajókat javító és szállodahajókat gyártó Blohm & Voss. A nagy hagyományokkal rendelkező üzemnek hét elbai dokkja szolgálja ki a hajókat. A kisebbik, 900 főt foglalkoztató Sietas Hajógyár főként a Balti-tengerre szánt kisebb konténerszállító hajók építésével foglalkozik.
Hagyományosan erős a városban a repülőgépgyártás és -javítás. Németország repülőgépipari dolgozóinak majdnem fele, mintegy 14 000 fő dolgozik Hamburg repülőgépgyáraiban és javítóüzemeiben. Ebből 10 000 főt foglalkoztat az Airbus, amely itt gyártja világ legnagyobb utasszállító gépének, az A380-asnak a főalkatrészeit, amelyeket a kikötőből hajón juttatnak el a franciaországi összeszerelés helyére. A városi repülőtéren működik a Lufthansa technikai szolgáltató központja, ahol a repülőgépek felkészítését, javítását és az úgynevezett VIP-repülők átalakítását végzik.
Az autógyárak közül a Daimler 3000 fős üzeme a Mercedesek alkatrészeit gyártja az altenwerderi konténerterminál közelében.

## Közlekedés
Hamburg tömegközlekedésének fő szereplői a Deutsche Bahn (vonatok és S-Bahn), a Hamburger Hochbahn AG (metró és busz), a HADAG (hajók) és több magánvasút-társaság. A cégek a tömegközlekedés jobb koordinációja érdekében megalapították a Hamburgi Közlekedési Szövetséget, a Hamburger Verkehrsverbundot (HVV). A környező két tartományra is kiterjedő közösségen belül egységes tarifákkal és összehangolt menetrenddel csábítják az utazóközönséget.

### Közúti közlekedés
Hamburg az ország egyik legfontosabb közúti csomópontja. Autópálya vezet Bréma és Lübeck (A1), Kiel és Hannover (A7), illetve Berlin (A24) és több helyen az elővárosok felé is. A város körül csak szakaszokban épült ki az autópályagyűrű. A legszűkebb keresztmetszetet az utak Elbán történő átvezetése jelenti. A kikötőben működő alagutak (Régi és Új Elba-alagutak), illetve a Köhlbrandbrücke egyre nehezebben képesek csak a növekvő forgalom elvezetésére, ezért a német kormány új elbai átkelőhelyek építését tervezi.
Hamburgban több közlekedési vállalat is közlekedtet autóbuszjáratokat. A buszok a korábban kiterjedt villamoshálózatot pótolják és a kötöttpályás közlekedési eszközökre hordják rá az utasokat.

### Vasúti közlekedés

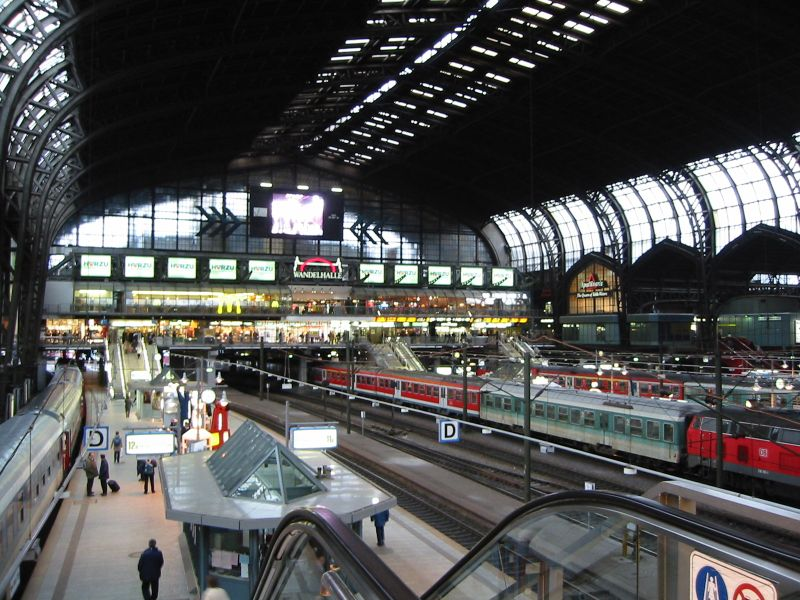
Hamburg főpályaudvara

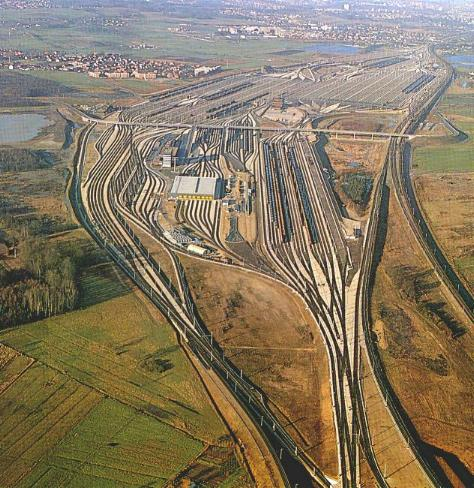
A mascheni teherpályaudvar

A Hanza-város Észak-Németország fő vasúti csomópontja. Itt kereszteződnek az ország közepén futó észak–déli és a tengerpart közelében futó kelet–nyugati vasútvonalak. Nagy sebességre (280 km/h) kiépített vasútvonalak kötik össze Berlinnel és Hannoveren keresztül Dél- és Közép-Németország nagyvárosaival, amelyeken az ICE szuperexpressz közlekedik. Kétvágányú villamosított pálya köti össze Kiellel, Flensburggal, Brémával és Bremerhavennel. A város fő vasúti csomópontja az 1906. december 6-án megnyílt Főpályaudvar (Hamburg Hauptbahnhof). Az állomáson naponta 450 000 utas száll át. Jelentős vasútállomás még a város nyugati részét kiszolgáló Hamburg-Altona vasútállomás, illetve a kikötőbe ingázó munkásokat fogadó Hamburg-Harburg állomás és a dammtori állomás. Hamburg Németország egyik legjelentősebb teherforgalmi csomópontja. Magában a városban több teherpályaudvar is található, míg a város déli határában fekvő mascheni teherpályaudvar Európa egyik legnagyobb ilyen létesítménye.
A városi tömegközlekedés legtöbb utast szállító hálózata az S-Bahn, amelyet a Deutsche Bahn hamburgi regionális igazgatósága üzemeltet. Az első városi vonat 1907-ben állt üzembe, azóta már négy vonalon indult meg a közlekedés, legutóbb az Elba-parti Stade előváros irányába 2007. december 7-én. Jelenleg is építés alatt áll a városközpont és a repülőtér közötti vonal. A városközpontba érkezvén az S-Bahn szerelvényei alagutakba futnak be, és földalatti vasútként érintik Hamburg legforgalmasabb csomópontjait. Összesen kilenc földalatti S-Bahn állomás van.
101 kilométer hosszan kígyóznak a Hanza-városban az U-Bahn vonalai. Sok más várossal ellentétben nemcsak a föld alatt, hanem (az Elbához közeli szakaszokon és St. Pauli városrészben) az utcaszint fölé emelt magasvasútként is jár a metró. 1912-ben nyílt meg, ezzel a világ ötödik legrégebbi földalatti vasútja. Naponta 730 000 utast szállít három vonalon. A negyedik metróvonal a 2012-től köti majd össze a városközpontot a kikötőben épülő új városrésszel.
Valaha Hamburg rendelkezett a német városok között az egyik legkiterjettebb villamoshálózattal. Az első vonalat 1894-ben adták át, a hálózat hossza 1909-re 167 km-re növekedett. 1955-ben még 19 vonalon szállította villamos az utasokat. 1958-ban a szenátus a hálózat fokozatos leépítéséről döntött. 1978. szeptember 30-án az utolsó hamburgi villamosvonalat is bezárták. Azóta többször is napirendre került új villamoshálózat építése. 2001-ben a város meg is rendelte az új villamosvonal terveit, ám a 2004-es választások után felálló új kormány elhalasztotta a terv megvalósítását. 2008 áprilisában újabb politikai döntés született, ezúttal a villamos megvalósításáról. Az elképzelések alapján az első vonal 2011 végére készülne el, nagytávon a hálózat összhossza 40 km lenne.

### Vízi közlekedés

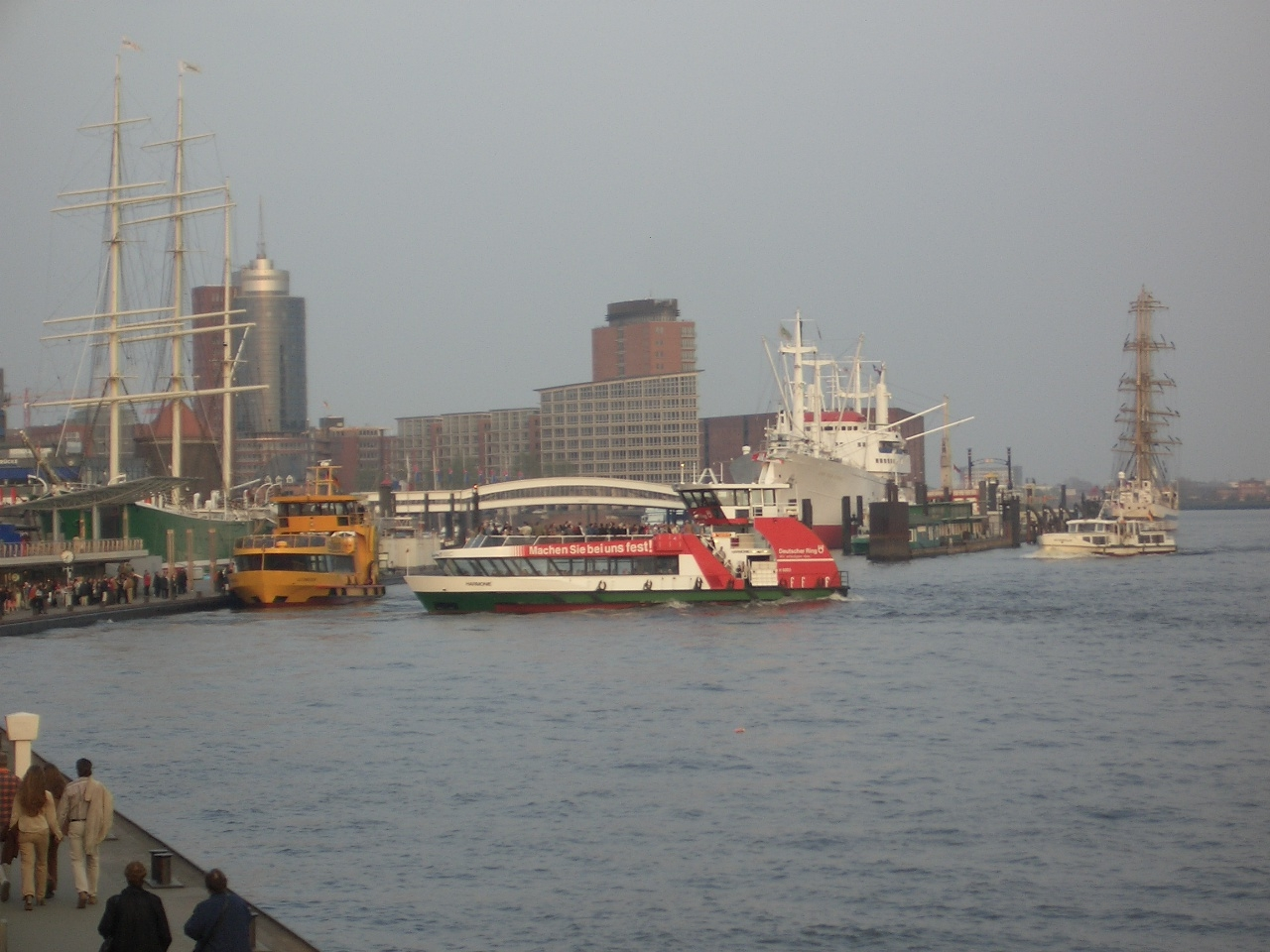
Kompok a Landungsbrückennél

A város saját komptársaságát, a HADAG-ot (Hafen Dampfschiffahrts Actien Gesellschaft) 1888-ban alapították. Korábban ez a társaság üzemeltette a helgolandi kompot és repülőjáratokat, ma már csak a tömegközlekedésben tevékenykedik. Napjainkban 17 modern komp öt vonalon járja az Elba szigeteit. 1958-ban még 21,3 millió utas szállt fel a kikötői hajójáratokra, mára ez a szám évi 5,6 millióra csökkent. A HADAG a hamburgi közlekedési szövetség (HVV) tagja. A város legnagyobb hajóállomása a Landungsbrücken, itt lehet a hajókról a metró és az S-Bahn szerelvényeire átszállni, és innen indulnak a számos turistát vonzó kikötőnéző hajótúrák is. A legtávolabbi hajóállomás a városközponttól mindössze félórányi hajóútra a város peremén fekvő Finkenwerder-szigeten van.

### Légi közlekedés
Az 1911-ben megnyílt Flughafen Hamburg „Helmut Schmidt“, Németország legrégebbi és utasforgalma alapján ötödik legforgalmasabb légikikötője. Az új terminál 2005-ös megnyitása óta Európa legmodernebb repterei közé számít, 2007-ben 175 000 repülőgép érkezett és indult a Hanza-városból. A repülőtéri terminálok mindössze nyolc kilométernyire találhatók a város központjától; 2009-ben volt esedékes a Főpályaudvar és a repülőtér között ingázó S-Bahn vonal megnyitása. Ez alatt zajlott a légikikötő kibővítése, aminek eredményeként 2009 végére szállodák, bevásárlóközpontok és parkolóházak épültek az új terminál közelében.

## Látványosságok, nevezetességek
- Cap San Diego – múzeumhajó
- U 434 , Tengeralattjáró Múzeum
- Halvásárcsarnok – az egykori halpiac ma kulturális intézmény
- Herbertstraße – Hamburg vöröslámpás utcája
- Köhlbrandbrücke – a Köhlbrand fölött 53 méteres magasságban átívelő híd.
- Landungsbrücken – a város egyik tömegközlekedési csomópontja, a „hajók pályaudvara”
- Rathaus, Európa egyik legnagyobb városházája
- Régi Elba-alagút – a glasgowi Clyde-alagút mintájára létrehozott alagút korának mérnöki csodája volt.
- Reeperbahn – a város éjszakai életének főutcája
- Rickmer Rickmers – vitorláshajó, ma múzeum
- A Raktárváros – a régi vámraktárak ma a város legelegánsabb negyedei közé számítanak.
- Szent Mihály-templom – az evangélikus egyház 132 méter magas hamburgi főtemploma
- A Szent Miklós-templom romjai, világháborús mementó
- Miniatur Wunderland
- Bismarck emlékműve

## Kultúra és sport

### Fesztiválok, rendezvények és városi ünnepek

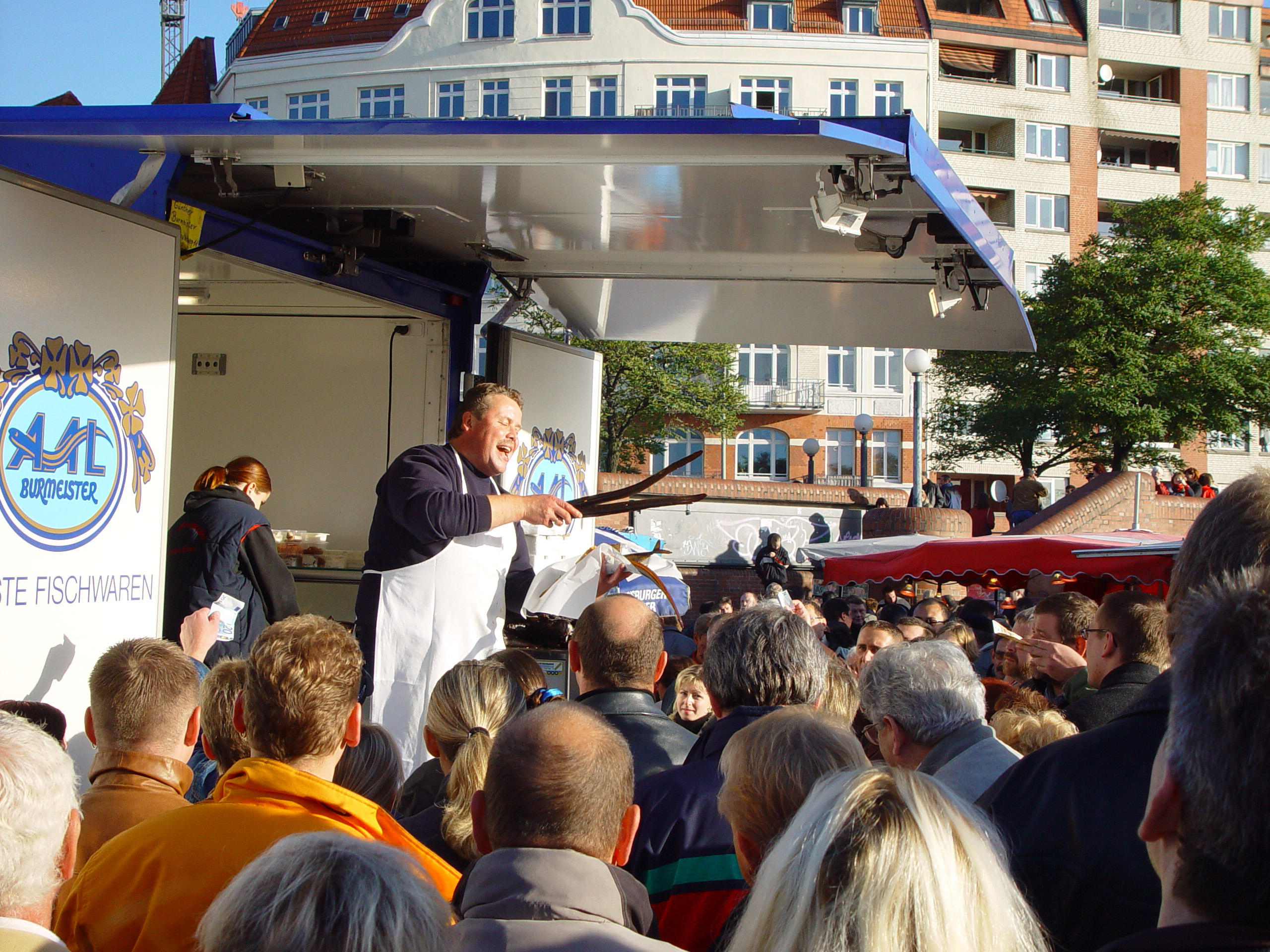
Kikiáltó az altonai halpiacon

1664-ben a környéket uralmuk alá hajtó dánok megadták Altonának a városi jogállást, hogy a tőlük független Hamburgnak konkurenciát állítsanak. A városi jog vásártartási joggal is járt. Hamburg Szenátusa hevesen ellenkezett, de tehetetlen volt a város nyugati kapui előtt kialakuló vasárnapi piaccal szemben. A vásáron eredetileg csak halat árultak, de a kínálat folyamatosan bővült. Az Altonai Halpiacot a mai napig minden vasárnap reggel 5 és 10 óra között tartják meg a Landungsbrücken és a Halvásárcsarnok környékén.
Egész Németországban kedveltek a mutatványosokkal, körhintákkal és lacikonyhákkal csábító szabadtéri népünnepélyek, melynek hamburgi változata az évente háromszor megrendezett Dómpiac. A 14. században még csak novemberben tartották a dóm körül rendezett vásárt. A rendezvény egyre növekedett, majd a századfordulón St. Pauli városrészben találta meg mai helyét. A második világháború után a novemberi eseményt egy tavaszi és egy nyár közepi vásárral egészítették ki.
1189. május 7-én Barbarossa Frigyes a hamburgi szabadságlevélben rögzítette, hogy vámmentességet adományoz a városba tartó hajóknak Hamburg és az Északi-tenger között, ezzel tengeri kikötő alapítását engedélyezte az Elba partján. 1889 óta minden év májusában rendezik meg az eseményre emlékező fesztivált a kikötő-születésnapot. Az elmaradhatatlan piac mellett kulturális és sportesemények zajlanak, és felvonulnak az Elbán a város hajói is.

### Színházak és hangversenytermek

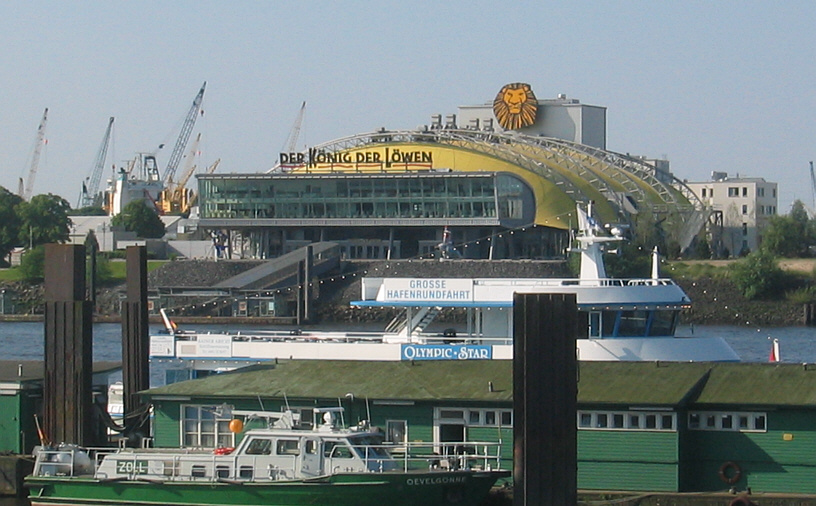
A Musicalteather, Hamburg legnagyobb színháza

Hamburg Németország musicalfővárosa. Itt volt Andrew Lloyd Webber Macskák című musicaljének német ősbemutatója. Az Elba partján felépült Musicalteather a legnépszerűbb darabok nagyszabású bemutatóit rendezi. A hatalmas színházi sátorban egy-egy előadást évekig játszanak. Több apró, musicaleket játszó színház csoportosul St. Pauli vigalmi negyedében, legismertebbek a Schmidt’s Tivoli és az Operettenhaus. E kis színházak a nagy külföldi klasszikusok szerzeményei mellett több helyi musicalt is sikerrel játszottak éveken át.
Németország első nyilvános operaházát 1678. január 2-án Hamburgban nyitották meg. Az első Operaház fából épült, az 1830-as években lebontották és a mai helyén már kőszínházként épült meg az új Operaház. Az új épület alig 100 évig szolgálhatta a közönséget; a második világháborúban több bombatalálat is érte, az épület összeomlott. Helyére az 1960-as években húzták fel a korszakot jellemző beton-üveg palotát, amelyben ma Hamburgi Állami Opera néven várja a közönséget. Az operaház egyike a világ legfelkapottabb operaházainak. Olyan jelentős művészek adtak koncertet falai között, mint Luciano Pavarotti, Maria Callas, de itt kezdődött Plácido Domingo európai karrierje is.
Carl Heinrich Laeisz hajógazda 1901-ben hatalmas összeget adományozott egy „nemes zene otthonául szolgáló épület” létrehozására. 1908-ban nyílt meg a nagylelkű mágnás nevét viselő Laeiszhalle, ahol a mai napig kamarazenei és kóruskoncerteket, újabban pedig jazzelőadásokat tartanak. Az épület a Hamburgi Szimfonikusok és az NDR-kórus otthona is. Jelenleg is tervezik a város második nagy zeneházát.
A HafenCity nevű városrészben egy alapítvány kezdeményezésére 2016-ra készült el az Elbai Filharmónia (Elbphilharmonie), azzal a céllal, hogy a Sydney-i Operaházhoz hasonló jelképe legyen a városnak.
A két nagy állami színház, a Német Színjátszóház (Deutsches Schauspielhaus) és a Thália Színház (Thalia Theater), mellett számtalan apró, magánteátrum is várja látogatóit a városban. A Reeperbahnon működik Németország legkisebb színháza, a mindössze 30 nézőt fogadni képes Piccolo Theater.

### Múzeumok
| - Museum für Hamburgische Geschichte – Történeti múzeum - Altonaer Museum – Észak-Német múzeum - Helms-Museum Hamburger Museum für Archäologie und der Geschichte Hamburg Harburgs - Alstertalmuseum im Torhaus des Herrenhauses Wellingsbüttel - Freilichtmuseum am Kiekeberg - Speicherstadtmuseum - Hamburger Schulmuseum – Iskolamúzeum - Jenisch-Haus - Museum Bergedorf & Vierlande - Museum des Hamburger Sport-Vereins im Stadion (AOL Arena). Fußball – Sportmúzeum - Friedhofsmuseum Hamburg Friedhof Ohlsdorf - KZ-Gedenkstätte Hamburg Neuengamme mit Dokumentationszentrum - Museumsdorf Volksdorf - Riepenburger Mühle - Vierländer Freilichtmuseum Riecksches Haus - Gewürzmuseum Hamburg - Deutsches Zollmuseum – Vámmúzeum - Leitstelle der Modellbahnanlage Miniatur - Miniatur-Wunderland, in der Speicherstadt - Schmidtmuseum an der Hamburger Sternwarte - Sammlung des Instituts für Schifffahrts- und Marinegeschichte |  | - U-Bootmuseum U434 – Tengeralattjárómúzeum - Museumshafen Oevelgönne – Kikötőmúzeum - Museumsschiff Cap San Diego – San Diego Kapitány hajómúzem - Museumsschiff Rickmer Rickmers – Rickmer Rickmers hajómúzeum - Museum für Kommunikation - Museum für Kunst und Gewerbe - Museum für Völkerkunde Hamburg - Afghanisches Museum – Afgán múzeum - Ernst-Barlach - Erotic-Art Museum – Erotikus múzeum - Bucerius Kunst Forum - Kunstverein Hamburg - Kunstverein Harburger Bahnhof - Deichtorhallen mit wechselnden Ausstellungen - Internationales Haus der Photographie Hamburg - Puppenmuseum Falkenstein - Archäologische Abteilung des Helms-Museums - Botanisches Museum Hamburg - Mineralogisches Museum der Universität Hamburg - Geologisch-Paläontologisches Museum der Universität Hamburg |  |

### Hamburgi nyelvi kincs
Moin! – így üdvözlik egymást Hamburg és környékének lakói reggelente és kora délelőtt. A Moin szó a fríz nyelvből került át a németbe. Eredeti jelentése „szép dolog”, tehát az egymást így üdvözlők szép napot kívánnak egymásnak. A Moin! köszönést Moin, Moin! válasszal illik viszonozni.
Teljesen hamburgi eredetű egy másik városi köszöntés. Az üdvözlés Johann Wilhelm Bentz vízhordótól származik, akit Hummel, Hummel! felkiáltással üdvözöltek a 18. században a városlakók. (A Hummel német szó dongót jelent; ez volt a vízhordó gúnyneve.) A köszöntésre Mors, mors!-szal válaszoló Bentz a városnak oly’ jellegzetes alakja volt, hogy köszönése halála után is megmaradt a városban, és a közbeszéd része napjainkig.
A hamburgi viccek szereplői a dokkmunkások Hein és Fiete, akik a viccfaragók történetei szerint nem tartoznak a Hanza-város legintelligensebb lakói közé. Heinről és Fietéről nevezték el a hamburgi melegek társadalmi szervezetét is. A városban keringő naiv és abszurd viccek főszereplője a 6-8 éves Kicsi Erna. Kitalálója Erna Nilsen, aki hamburgi kabarékban lépett fel a kislány történeteivel. Kicsi Erna azonban önálló életre kelt és a viccköltészet népszerűségnek örvendő figurájává vált.
A városnak saját himnusza is van, a Hammonia, amelyet a Hamburger SV szurkolói a mérkőzések szünetében énekelnek. Hamburg egyáltalán nem hivatalos, ám városszerte ismert dala az „Auf der Reeperbahn nachts um halb eins” (A Reeperbahnon éjjel fél egykor), amely a bohémnegyed éjszakai életét örökíti meg rímbe szedve.

### Hamburgi konyha
A Hanza-város konyhai tradíciói főként az Elbából és az Északi-tengerből fogott különféle halakra, illetve a környéken termesztett zöldségekre épülnek. Jelentős hatással voltak a hamburgi háziasszonyokra a kikötőbe nagy mennyiségben behozott fűszerek, trópusi és szubtrópusi gyümölcsök.
A halételek között a sült lepényhal finkenwerderi módra örvend nagy népszerűségnek. A lepényhalat egy szelet szalonnával, hagymával és a tengerből fogott garnélákkal, fűszerekkel töltik meg, majd serpenyőben szalonnaszeletek társaságában nagy hőmérsékleten kisütik. Köretként zöldségsalátát szolgálnak fel mellé.

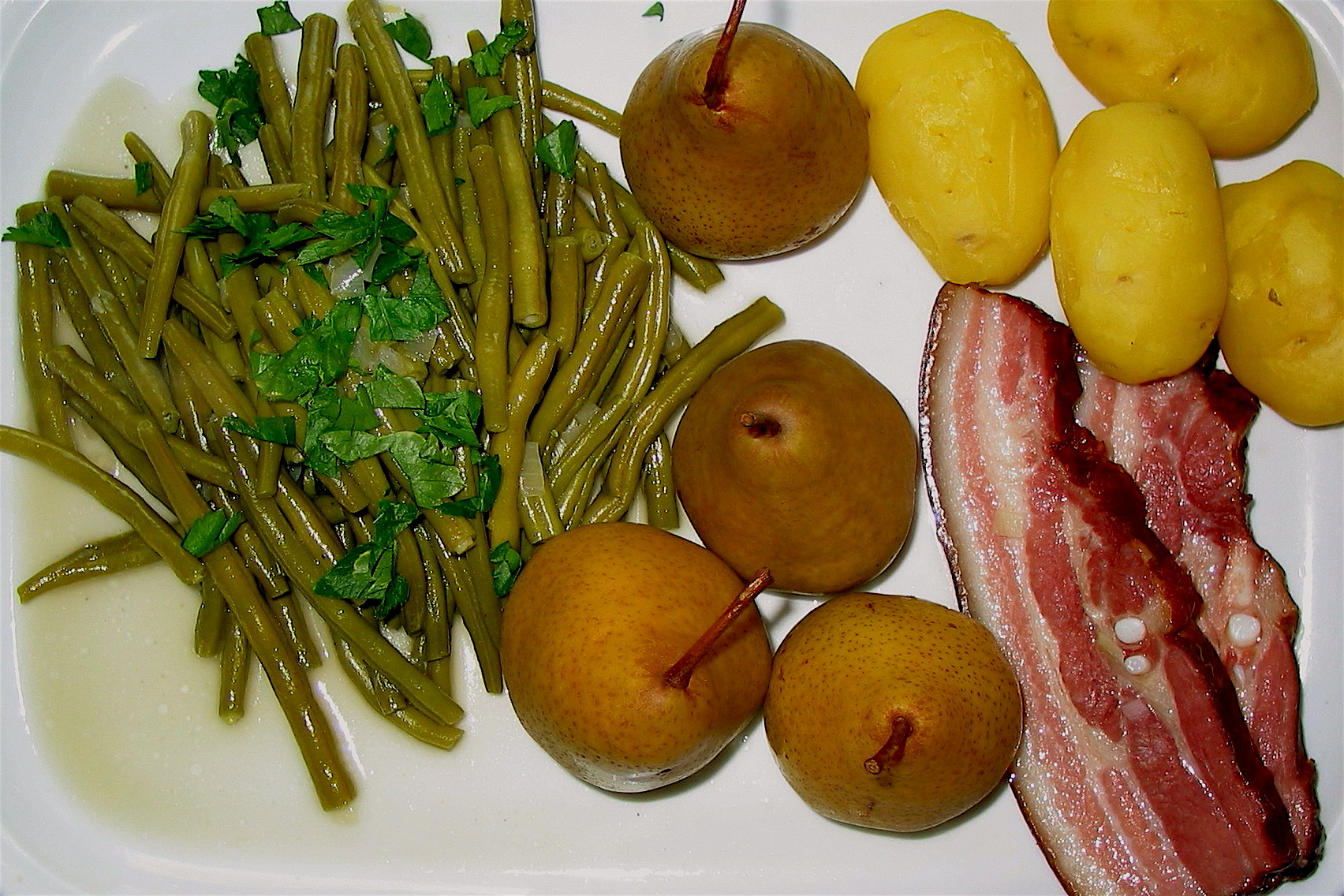
Hamburgi specialitás: szalonnás körtés bab

Elképzelhetetlen a hamburgi család karácsonyi vacsorája ponty nélkül. A pontyhalászati szezon minden évben Szent Márton napján (november 11-én) kezdődik. A ponty felszeletelve és sült krumplival kerül az ünnepi asztalokra.
A városban nyáridőben utcai standokon árulják a folyamból kifogott, majd ropogósra megsütött apró halakat.
Nemcsak a tenger és az Elba, de a környék terményei is kedveltek. Az egyik jellemző egytálétel a Kárpát-medencei emberek számára igencsak furcsának tűnő szalonnás körtés bab. Elkészítéséhez a szalonnát megfőzzük, majd a forró vízhez feldarabolt zöldbabot adunk. A körtéket hámozatlanul, két evőkanál liszt társaságában adjuk hozzá a forrásban lévő leveshez. Főtt krumplival és hideg sörrel tálaljuk.
Hamburg nemzeti itala kétségkívül a sör. Már a középkorban is sörfőzdék százai működtek a városban. Hamburgi találmány, hogy a sörfőzéshez komlót adtak. A komlóval készített sör receptje sokáig államtitoknak számított és idegeneknek történő kiszolgáltatásáért halálbüntetés járt. Ma a város legjelentősebb sörfőzdéje az Európa-szerte ismert Holsten márkát előállító Holsten Brauerei.

### Sportélete

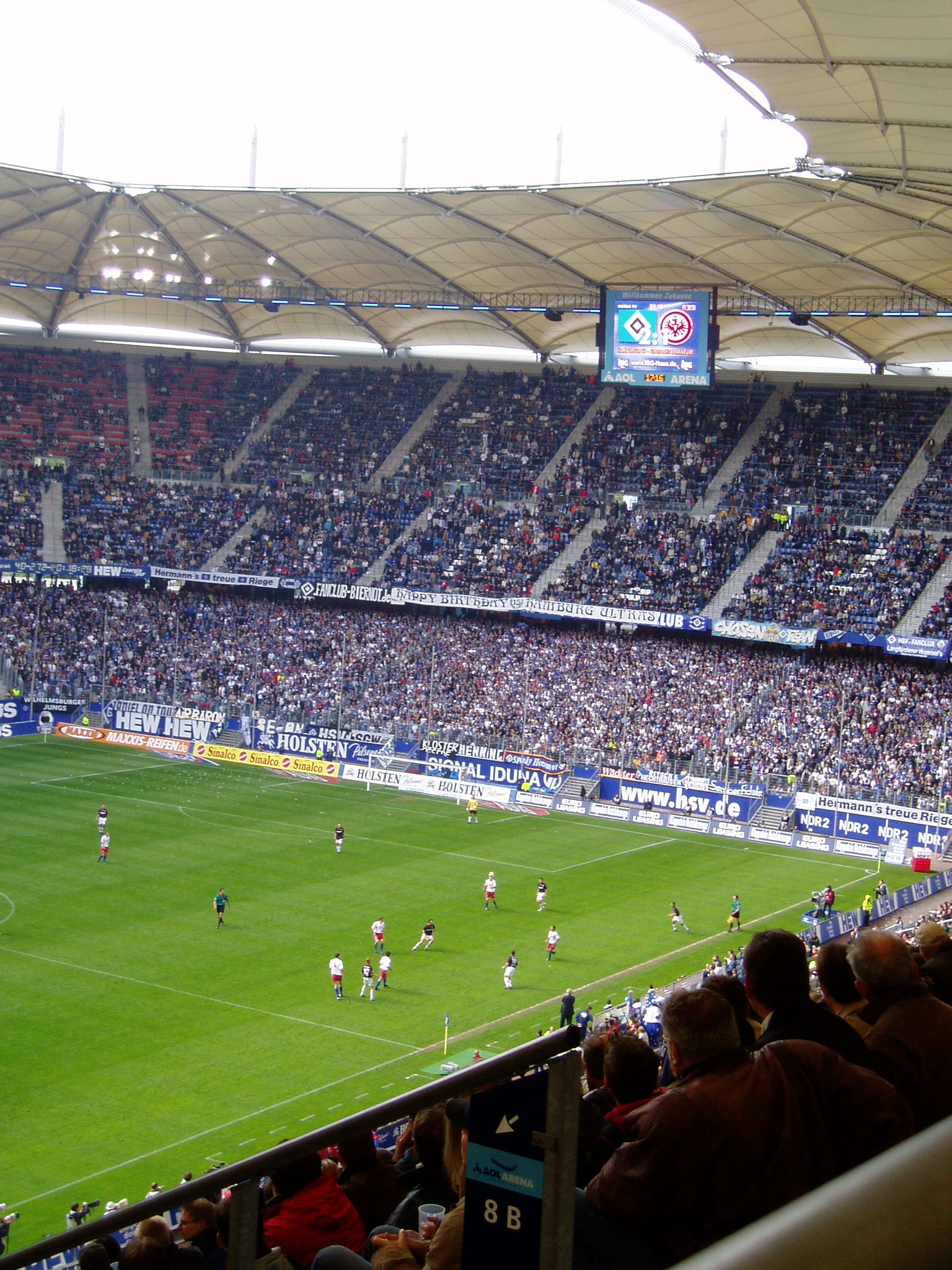
A Hamburger SV otthona

Hamburgban – Európa nagyvárosaihoz hasonlóan – a labdarúgás vonzza a legtöbb nézőt. A város legnagyobb és legsikeresebb csapata az 1919-ben alapított Hamburger SV. A csapat otthona az 51 000 nézőt fogadni képes HSH Nordbank Arena, e stadionban tartották a 2006-os labdarúgó-világbajnokság több meccsét. A Hamburger SV hétszer nyerte meg a német bajnokságot és háromszor a német kupát. Legnagyobb sikereik azonban a Bajnokcsapatok Európa Kupájának (az Bajnokok Ligája elődje) 1982-es, illetve a Kupagyőztesek Európa-kupájának 1977-es elhódítása. A csapat sokáig az élvonalban játszott, majd a 2017–18-as szezon óta a Bundesliga II-ben játszik.
Hamburg kisebbik csapata az FC St. Pauli. A Bundesligában már hét idényt eltöltött csapat jelenleg a Bundesliga II-ben játszik. A csapat otthona az átépítés alatt álló Millerntor Stadion.
Hamburg legtöbb nézőt vonzó sporteseményei azonban nem a stadionokban, hanem magának a városnak az utcáin zajlanak. A Hanza-város évente ismétlődő és világhírű kerékpáros eseménye a Cyclassics nevű kerékpárverseny. Az UIC versenynaptárába illeszkedő versenyen a profik mellett – külön versenyszámként – amatőrök és rövidebb távokat vállaló kerékpárbarátok is indulhatnak. 1985 óta minden év áprilisában rendezik meg a Hamburgi Maratont. A Köhlbrandbrückével nehezített távot 2007-ben 23 000 sportember teljesítette.
2007. szeptember 1-én és 2-án a triatlon világbajnokság részeként rendezték meg a hagyományos Hamburg City Man nevű triatlonversenyt. Az évente ismétlődő versenyen ma már 8000-nél több atléta indul, így ez az ország legnagyobb triatloneseménye.

## Testvértelepülései
- Oroszország, Szentpétervár, 1957
- Franciaország, Marseille, 1958
- Kína, Sanghaj, 1986
- Németország, Drezda, 1987
- Japán, Oszaka, 1989
- Nicaragua, León, 1989
- Csehország, Prága, 1990
- USA, Chicago, 1994

## Hamburghoz köthető híres személyek
- Susanne Albrecht – a Vörös Hadsereg Frakció egykori tagja
- Franz Beckenbauer – világbajnok labdarúgó, 1980 és 1982 között a Hamburger SV játékosa
- Ole von Beust – Hamburg jelenlegi első polgármestere
- Felix Mendelssohn Bartholdy és Fanny Mendelssohn – zeneszerző, zongoraművész szülővárosa, szülőházuk a Große Michaelisstraße 14. alatt volt
- Johannes Brahms – zeneszerző, Hamburg díszpolgára. Szülőháza a Peterstrasse-n található és a Musikhalle előtti teret róla nevezték el
- Andreas Brehme – világbajnok labdarúgó
- Andreas Dibowski – olimpiai bajnok lovas
- Otto Paul Herrmann Diels – Nobel-díjas kémikus
- Rolf Danneberg – olimpiai bajnok diszkoszvető
- Stefan Effenberg – válogatott labdarúgó, BL győztes
- Ligeti György – komponista, a Hamburgi Zene- és Színházművészeti Főiskola professzora
- Heinrich Hertz – fizikus, akiről az SI frekvencia mértékegységét elnevezték
- Holger Meins – dokumentumfilm-rendező, terrorista, a RAF tagja
- Angela Merkel – politikus, CDU, Németország kancellárja 2005-től 2021-ig
- Alfred Naujocks – náci titkosügynök, a háború után hamburgi kereskedő
- Helmut Schmidt – szociáldemokrata politikus, az NSZK kancellárja 1974 és 1982 között, Hamburg díszpolgára
- Uwe Seeler – labdarúgó, Hamburg díszpolgára
- Klaus Störtebeker – Hamburgban kivégzett kalózvezér
- Sandra Völker – világbajnok és olimpiai érmes úszó
- Innen indult útjára 1993-ban a Scooter
- Kai Hansen – zenész, a legendás Helloween, majd a Gamma Ray együttes gitárosa és énekese
- Itt született August Giacomo Jochmus, Cotignola bárója, osztrák miniszter (1808–1881)

## Érdekességek
- A Hamburgi Szent Miklós-templom 1874 és 1876 között a világ legmagasabb épülete volt.[78]
- A Neuwerk-sziget, 100 kilométernyire a várostól Hamburg-Mitte kerület része.[79]
- Hamburgon halad át a 10. keleti hosszúsági kör, amelyet a Kennedy-hídon meg is jelöltek.[80]
- A HT 16 (teljes nevén: Die Hamburger Turnerschaft von 1816 r. V) a világ legidősebb ma is működő sportegylete. Az 1816-ban alapított egyesületnek napjainkban 6000 tagja van.[81]
- A kikötőben fekvő 300 hektáros Moldauhafen Csehország exklávéja. 1919-ben a versailles-i szerződésben a győztes antanthatalmak rögzítették, hogy Csehszlovákia területhez jut a hamburgi és a stettini kikötökben. A Moldauhafent 1929-ben 99 évre bérelte ki Csehszlovákia, tehát 2028-ig birtokolja a rakpartokat. A Moldauhafen területén kötöttek ki Csehszlovákia tengeri hajói, és itt rakodták át az árut a Prága felé induló belvízi uszályokra. 1993-ban Csehország örökölte meg a kikötőt, ám annak forgalma visszaesett. Németország a megnövekedett kamionforgalom miatt szorgalmazza az elbai áruszállítás újraélesztését és a cseh területen fekvő kikötő jobb kihasználását.[82][83]